# Gemeinden des Kantons Thurgau

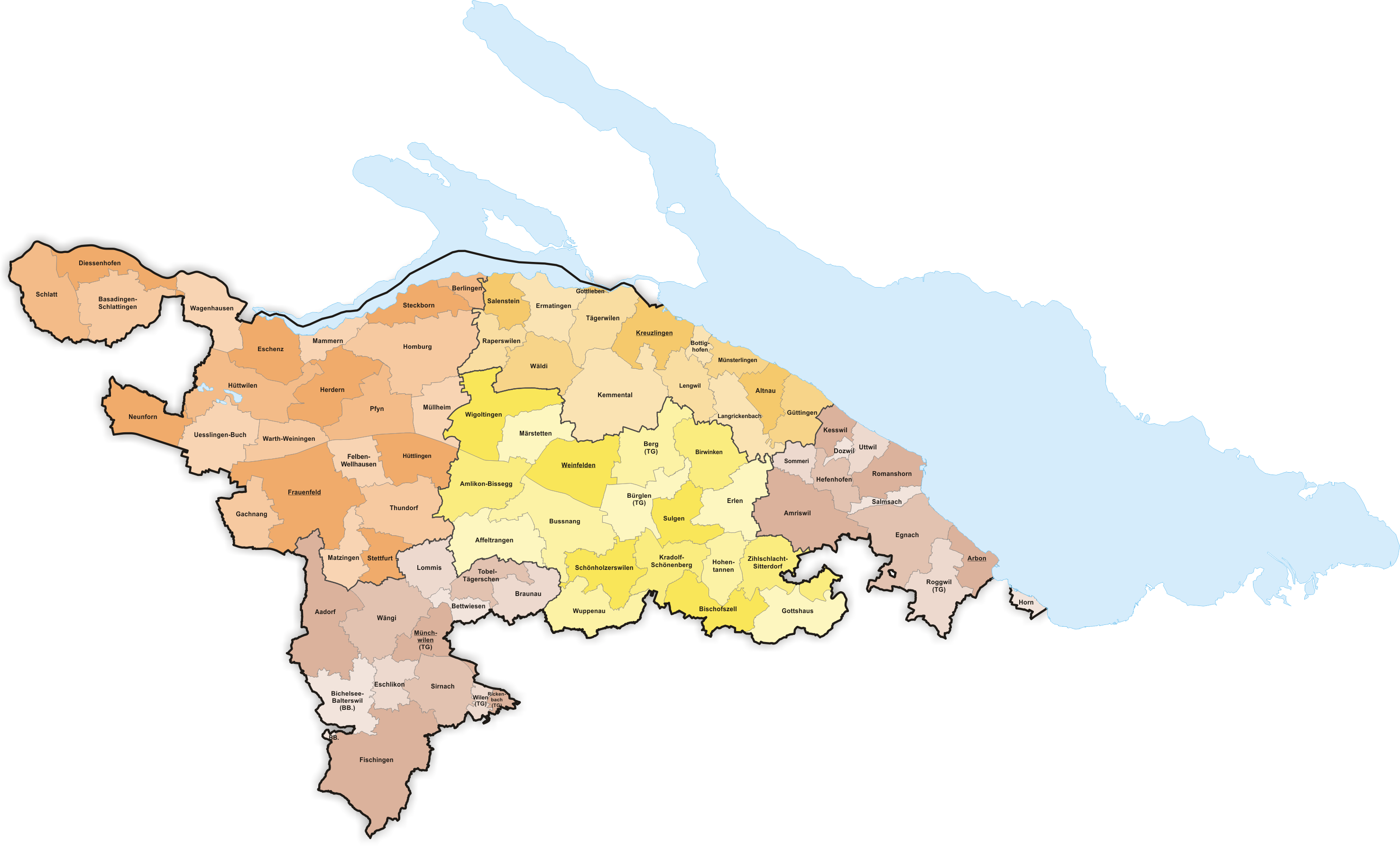
Gemeinden des Kantons Thurgau (2016)

Der Kanton Thurgau umfasst 80 politische Gemeinden (Stand: Februar 2009). Bezirkshauptorte sind fett hervorgehoben.
Im Kanton Thurgau trat ab 1. Januar 2011 eine neue Gliederung der Gemeinden in nur noch fünf Bezirke in Kraft.
Als im Rahmen der Renovation des Kantons-Regierungsgebäudes in Frauenfeld 2012 eine Sammlung aller Gemeindewappen erstellt werden sollte, stellte man fest, dass einige Gemeinden nach Fusionen im 20. Jahrhundert nie ein neues offizielles Gemeindewappen eingeführt hatten. Der Kanton forderte darauf diese Gemeinden auf, noch im selben Jahr sich auf ein solches Wappen zu einigen.

## Gemeinden
| Wappen                  | Name der Gemeinde       | Einwohner 31. Dezember 2023 | Fläche in km² | Einw. pro km² | Bezirk bis 2010 | Bezirk ab 2011 |
| ----------------------- | ----------------------- | --------------------------- | ------------- | ------------- | --------------- | -------------- |
| Aadorf                  | Aadorf                  | 9485                        | 19,94         | 476           | Frauenfeld      | Münchwilen     |
| Aadorf                  | Affeltrangen            | 2837                        | 14,43         | 197           | Münchwilen      | Weinfelden     |
| Altnau                  | Altnau                  | 2356                        | 6,73          | 350           | Kreuzlingen     | Kreuzlingen    |
| Amlikon                 | Amlikon-Bissegg         | 1382                        | 14,46         | 96            | Weinfelden      | Weinfelden     |
| Amriswil                | Amriswil                | 14'643                      | 19,02         | 770           | Bischofszell    | Arbon          |
| Arbon                   | Arbon                   | 15'853                      | 6,00          | 2642          | Arbon           | Arbon          |
| Basadingen-Schlattingen | Basadingen-Schlattingen | 1856                        | 15,63         | 119           | Diessenhofen    | Frauenfeld     |
| Berg                    | Berg (TG)               | 3573                        | 13,14         | 272           | Weinfelden      | Weinfelden     |
| Berlingen               | Berlingen               | 947                         | 3,58          | 265           | Steckborn       | Frauenfeld     |
| Bettwiesen              | Bettwiesen              | 1324                        | 3,85          | 344           | Münchwilen      | Münchwilen     |
| Bichelsee-Balterswil    | Bichelsee-Balterswil    | 3044                        | 12,26         | 248           | Münchwilen      | Münchwilen     |
| Birwinken               | Birwinken               | 1398                        | 12,29         | 114           | Weinfelden      | Weinfelden     |
| Bischofszell            | Bischofszell            | 6298                        | 11,58         | 544           | Bischofszell    | Weinfelden     |
| Bottighofen             | Bottighofen             | 2688                        | 2,42          | 1111          | Kreuzlingen     | Kreuzlingen    |
| Braunau                 | Braunau                 | 861                         | 9,17          | 94            | Münchwilen      | Münchwilen     |
| Bürglen                 | Bürglen (TG)            | 4153                        | 11,71         | 355           | Weinfelden      | Weinfelden     |
| Bussnang                | Bussnang                | 2572                        | 18,88         | 136           | Weinfelden      | Weinfelden     |
| Diessenhofen            | Diessenhofen            | 4132                        | 10,08         | 410           | Diessenhofen    | Frauenfeld     |
| Dozwil                  | Dozwil                  | 730                         | 1,30          | 562           | Arbon           | Arbon          |
| Egnach                  | Egnach                  | 5031                        | 18,43         | 273           | Arbon           | Arbon          |
| Erlen                   | Erlen                   | 3939                        | 12,19         | 323           | Bischofszell    | Weinfelden     |
| Ermatingen              | Ermatingen              | 3769                        | 10,46         | 360           | Kreuzlingen     | Kreuzlingen    |
| Eschenz                 | Eschenz                 | 1903                        | 12,02         | 158           | Steckborn       | Frauenfeld     |
| Eschlikon               | Eschlikon               | 4901                        | 6,22          | 788           | Münchwilen      | Münchwilen     |
| Felben-Wellhausen       | Felben-Wellhausen       | 3195                        | 7,38          | 433           | Frauenfeld      | Frauenfeld     |
| Fischingen              | Fischingen              | 2977                        | 30,58         | 97            | Münchwilen      | Münchwilen     |
| Frauenfeld              | Frauenfeld              | 26'747                      | 27,35         | 978           | Frauenfeld      | Frauenfeld     |
| Gachnang                | Gachnang                | 4609                        | 9,74          | 473           | Frauenfeld      | Frauenfeld     |
| Gottlieben              | Gottlieben              | 340                         | 0,31          | 1097          | Kreuzlingen     | Kreuzlingen    |
| Güttingen               | Güttingen               | 1738                        | 9,54          | 182           | Kreuzlingen     | Kreuzlingen    |
| Hauptwil-Gottshaus      | Hauptwil-Gottshaus      | 2084                        | 12,49         | 167           | Bischofszell    | Weinfelden     |
| Hefenhofen              | Hefenhofen              | 1299                        | 6,08          | 214           | Arbon           | Arbon          |
| Herdern                 | Herdern                 | 1168                        | 13,73         | 85            | Steckborn       | Frauenfeld     |
| Hohentannen             | Hohentannen             | 664                         | 8,01          | 83            | Bischofszell    | Weinfelden     |
| Homburg                 | Homburg                 | 1570                        | 24,13         | 65            | Steckborn       | Frauenfeld     |
| Horn                    | Horn                    | 3130                        | 1,72          | 1820          | Arbon           | Arbon          |
| Hüttlingen              | Hüttlingen              | 884                         | 11,60         | 76            | Frauenfeld      | Frauenfeld     |
| Hüttwilen               | Hüttwilen               | 1758                        | 17,66         | 100           | Steckborn       | Frauenfeld     |
| Kemmental               | Kemmental               | 2800                        | 25,04         | 112           | Kreuzlingen     | Kreuzlingen    |
| Kesswil                 | Kesswil                 | 999                         | 4,47          | 223           | Arbon           | Arbon          |
| Kradolf-Schönenberg     | Kradolf-Schönenberg     | 3899                        | 10,95         | 356           | Bischofszell    | Weinfelden     |
| Kreuzlingen             | Kreuzlingen             | 23'241                      | 11,51         | 2019          | Kreuzlingen     | Kreuzlingen    |
| Langrickenbach          | Langrickenbach          | 1476                        | 10,83         | 136           | Kreuzlingen     | Kreuzlingen    |
| Lengwil                 | Lengwil                 | 1786                        | 8,89          | 201           | Kreuzlingen     | Kreuzlingen    |
| Lommis                  | Lommis                  | 1274                        | 8,61          | 148           | Münchwilen      | Münchwilen     |
| Mammern                 | Mammern                 | 692                         | 5,45          | 127           | Steckborn       | Frauenfeld     |
| Märstetten              | Märstetten              | 2949                        | 9,96          | 296           | Weinfelden      | Weinfelden     |
| Matzingen               | Matzingen               | 3111                        | 7,68          | 405           | Frauenfeld      | Frauenfeld     |
| Müllheim                | Müllheim                | 3306                        | 8,74          | 378           | Steckborn       | Frauenfeld     |
| Münchwilen              | Münchwilen (TG)         | 5908                        | 7,81          | 756           | Münchwilen      | Münchwilen     |
| Münsterlingen           | Münsterlingen           | 3600                        | 5,45          | 661           | Kreuzlingen     | Kreuzlingen    |
| Neunforn                | Neunforn                | 1120                        | 11,36         | 99            | Frauenfeld      | Frauenfeld     |
| Pfyn                    | Pfyn                    | 2270                        | 13,14         | 173           | Steckborn       | Frauenfeld     |
| Raperswilen             | Raperswilen             | 426                         | 7,68          | 55            | Steckborn       | Kreuzlingen    |
| Rickenbach              | Rickenbach (TG)         | 3072                        | 1,58          | 1944          | Münchwilen      | Münchwilen     |
| Roggwil                 | Roggwil (TG)            | 3397                        | 12,03         | 282           | Arbon           | Arbon          |
| Romanshorn              | Romanshorn              | 11'728                      | 8,73          | 1343          | Arbon           | Arbon          |
| Salenstein              | Salenstein              | 1461                        | 6,54          | 223           | Steckborn       | Kreuzlingen    |
| Salmsach                | Salmsach                | 1600                        | 2,71          | 590           | Arbon           | Arbon          |
| Schlatt                 | Schlatt (TG)            | 1887                        | 15,54         | 121           | Diessenhofen    | Frauenfeld     |
| Schönholzerswilen       | Schönholzerswilen       | 889                         | 10,93         | 81            | Münchwilen      | Weinfelden     |
| Sirnach                 | Sirnach                 | 8133                        | 12,38         | 657           | Münchwilen      | Münchwilen     |
| Sommeri                 | Sommeri                 | 672                         | 4,22          | 159           | Arbon           | Arbon          |
| Steckborn               | Steckborn               | 4046                        | 8,77          | 461           | Steckborn       | Frauenfeld     |
| Stettfurt               | Stettfurt               | 1251                        | 6,37          | 196           | Frauenfeld      | Frauenfeld     |
| Sulgen                  | Sulgen                  | 4063                        | 9,12          | 446           | Bischofszell    | Weinfelden     |
| Tägerwilen              | Tägerwilen              | 5341                        | 11,56         | 462           | Kreuzlingen     | Kreuzlingen    |
| Thundorf                | Thundorf                | 1678                        | 15,62         | 107           | Frauenfeld      | Frauenfeld     |
| Tobel-Tägerschen        | Tobel-Tägerschen        | 1639                        | 7,11          | 231           | Münchwilen      | Münchwilen     |
| Uesslingen-Buch         | Uesslingen-Buch         | 1131                        | 14,03         | 81            | Frauenfeld      | Frauenfeld     |
| Uttwil                  | Uttwil                  | 1911                        | 4,36          | 438           | Arbon           | Arbon          |
| Wagenhausen             | Wagenhausen             | 1839                        | 11,82         | 156           | Steckborn       | Frauenfeld     |
| Wäldi                   | Wäldi                   | 1168                        | 12,21         | 96            | Kreuzlingen     | Kreuzlingen    |
| Wängi                   | Wängi                   | 4956                        | 16,43         | 302           | Münchwilen      | Münchwilen     |
| Warth-Weiningen         | Warth-Weiningen         | 1449                        | 8,21          | 176           | Frauenfeld      | Frauenfeld     |
| Weinfelden              | Weinfelden              | 12'233                      | 15,48         | 790           | Weinfelden      | Weinfelden     |
| Wigoltingen             | Wigoltingen             | 2650                        | 17,13         | 155           | Weinfelden      | Weinfelden     |
| Wilen                   | Wilen (TG)              | 2525                        | 2,25          | 1122          | Münchwilen      | Münchwilen     |
| Wuppenau                | Wuppenau                | 1194                        | 12,12         | 99            | Münchwilen      | Weinfelden     |
| Zihlschlacht-Sitterdorf | Zihlschlacht-Sitterdorf | 2612                        | 12,21         | 214           | Bischofszell    | Weinfelden     |
| Total (80)              | Total (80)              | 295'220                     | 994,33        | 297           | -               | -              |

Die zu Konstanz (Deutschland) gehörende Gemarkung Tägermoos befindet sich auf Schweizer Hoheitsgebiet. Da Konstanz vertraglich mit den thurgauischen Gemeinderechten über die Gemarkung ausgestattet ist, gilt die Stadt inoffiziell als 81. Gemeinde des Thurgaus.

## Frühere Gemeindeorganisation
Der Kanton Thurgau zählte seit der Kantonsgründung im Jahre 1803 bis zur grossen Gemeinderevision Mitte der 1990er-Jahre verschiedene Gemeindetypen, die sich teilweise überlappten und einen eigentlichen Gemeindedualismus darstellten:
1. die Munizipalgemeinden (MG) waren im Wesentlichen die alten Kirchgemeinden, welche in der Helvetischen Republik diese Bezeichnung erhalten hatten;
2. die Ortsgemeinden (OG) repräsentierten die alten Dorfgemeinschaften.

Sofern Munizipalgemeinde und Ortsgemeinde deckungsgleich waren, war von sogenannten Einheitsgemeinden (EG) die Rede.

## Änderungen im Gemeindebestand

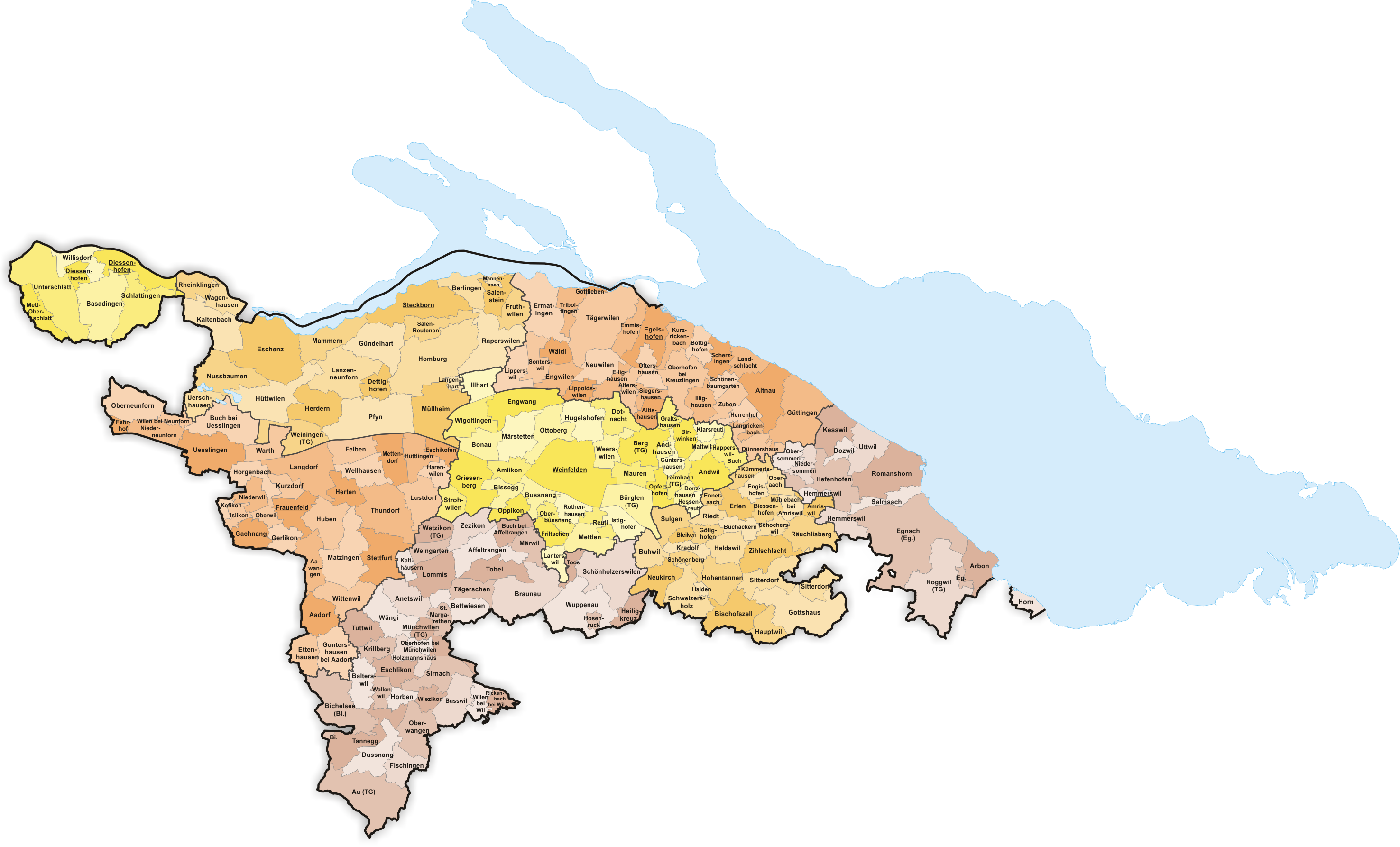
Gemeinden bis 1856
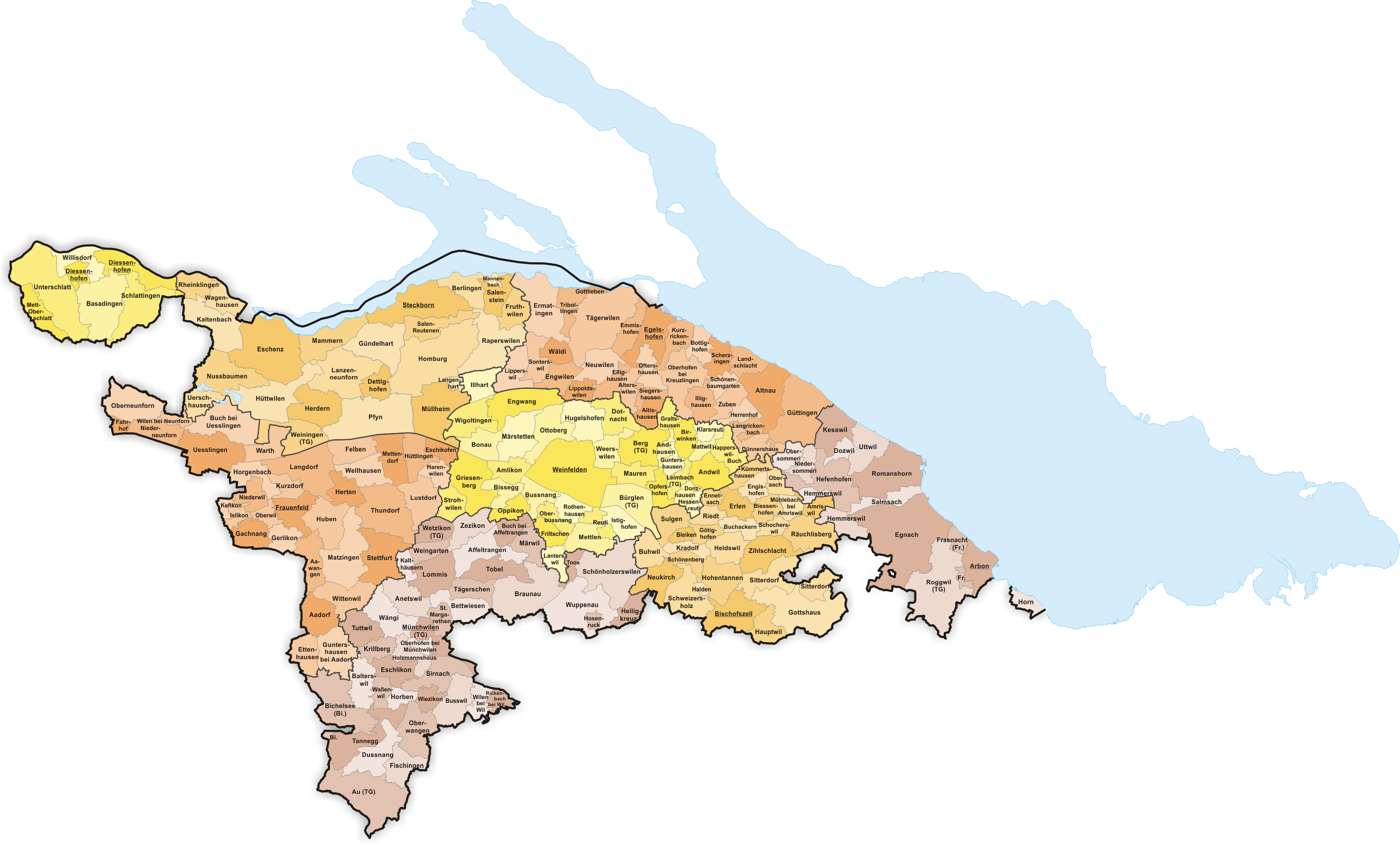
Gemeinden bis 1869
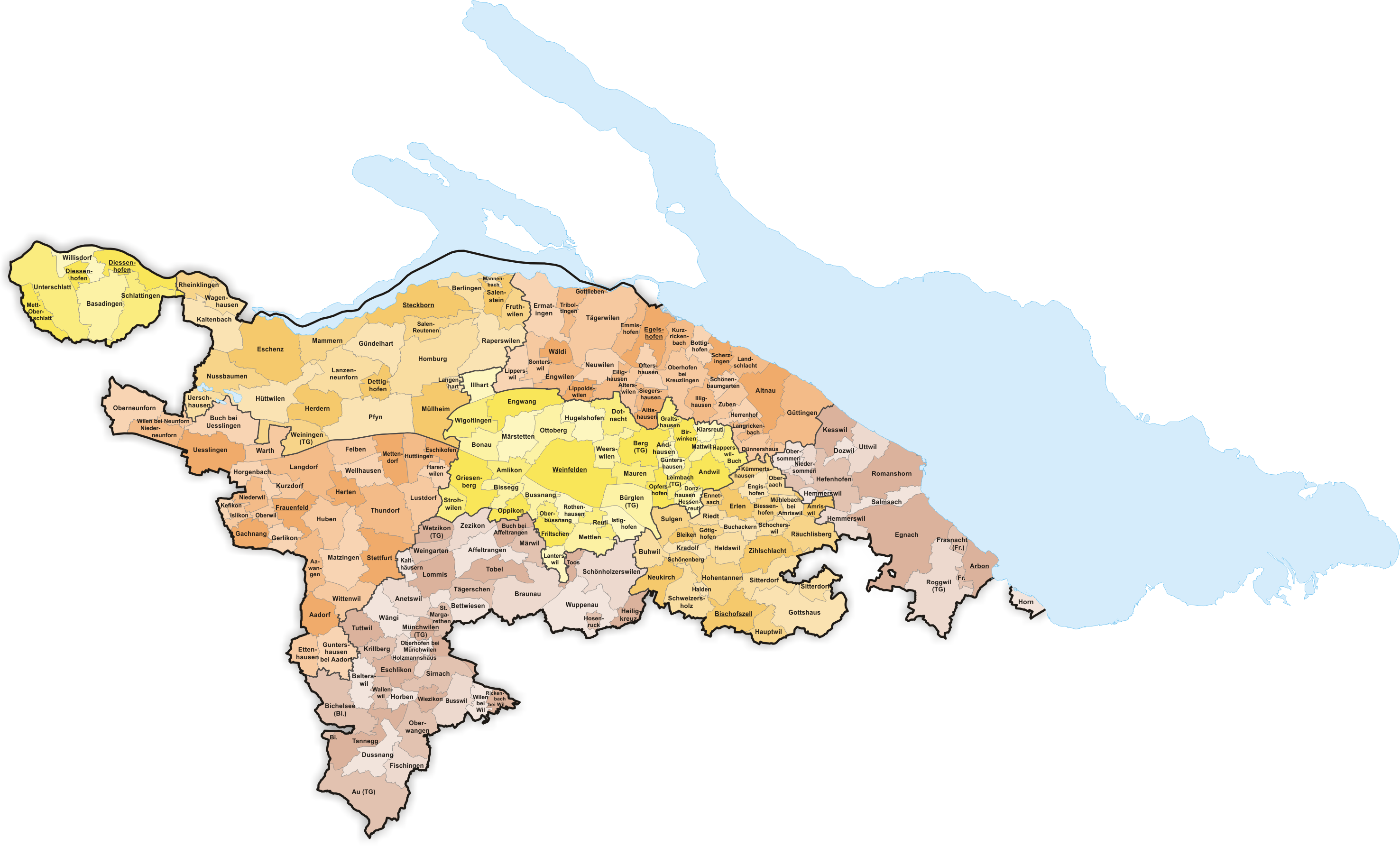
Gemeinden bis 1870
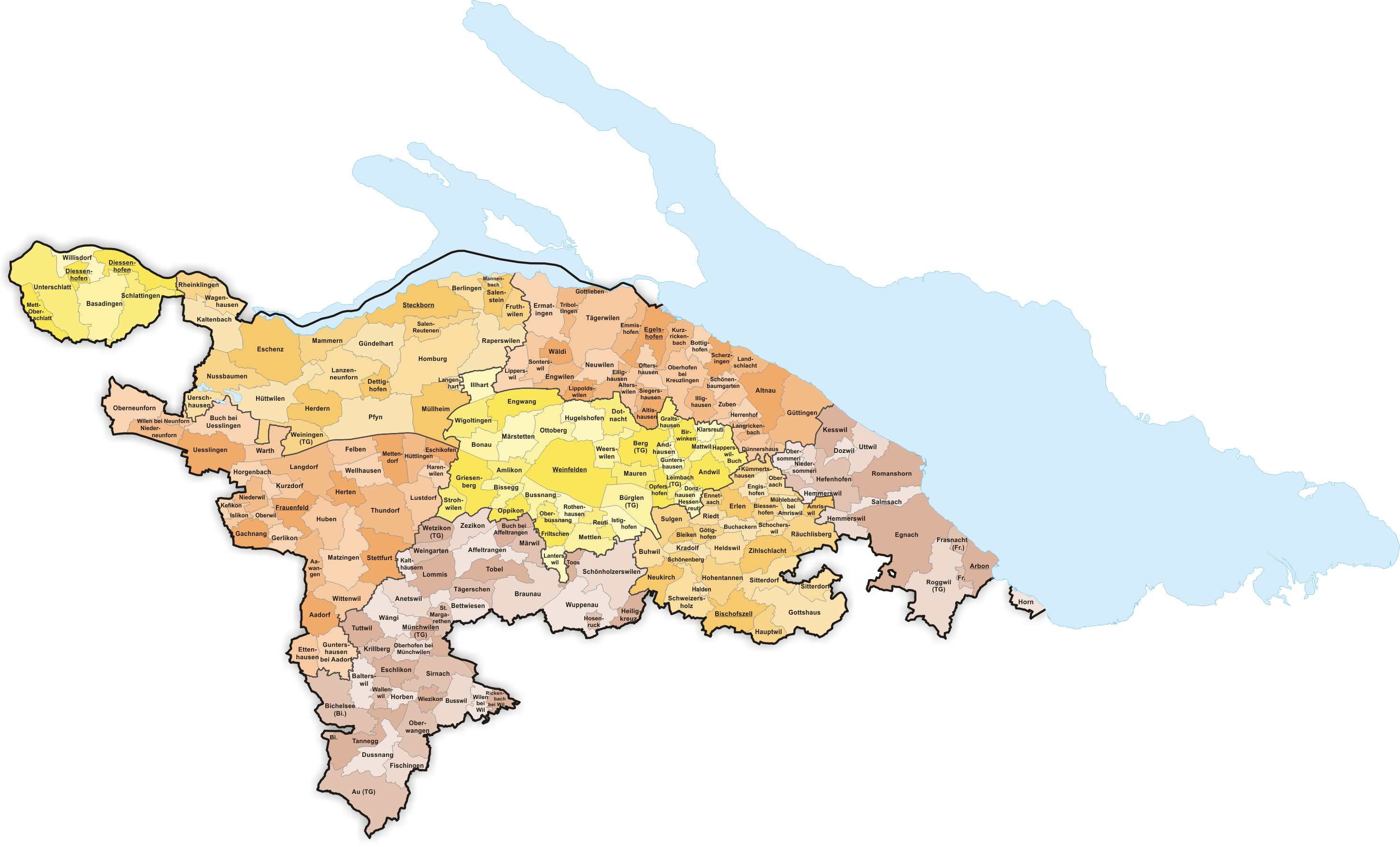
Gemeinden bis 1873
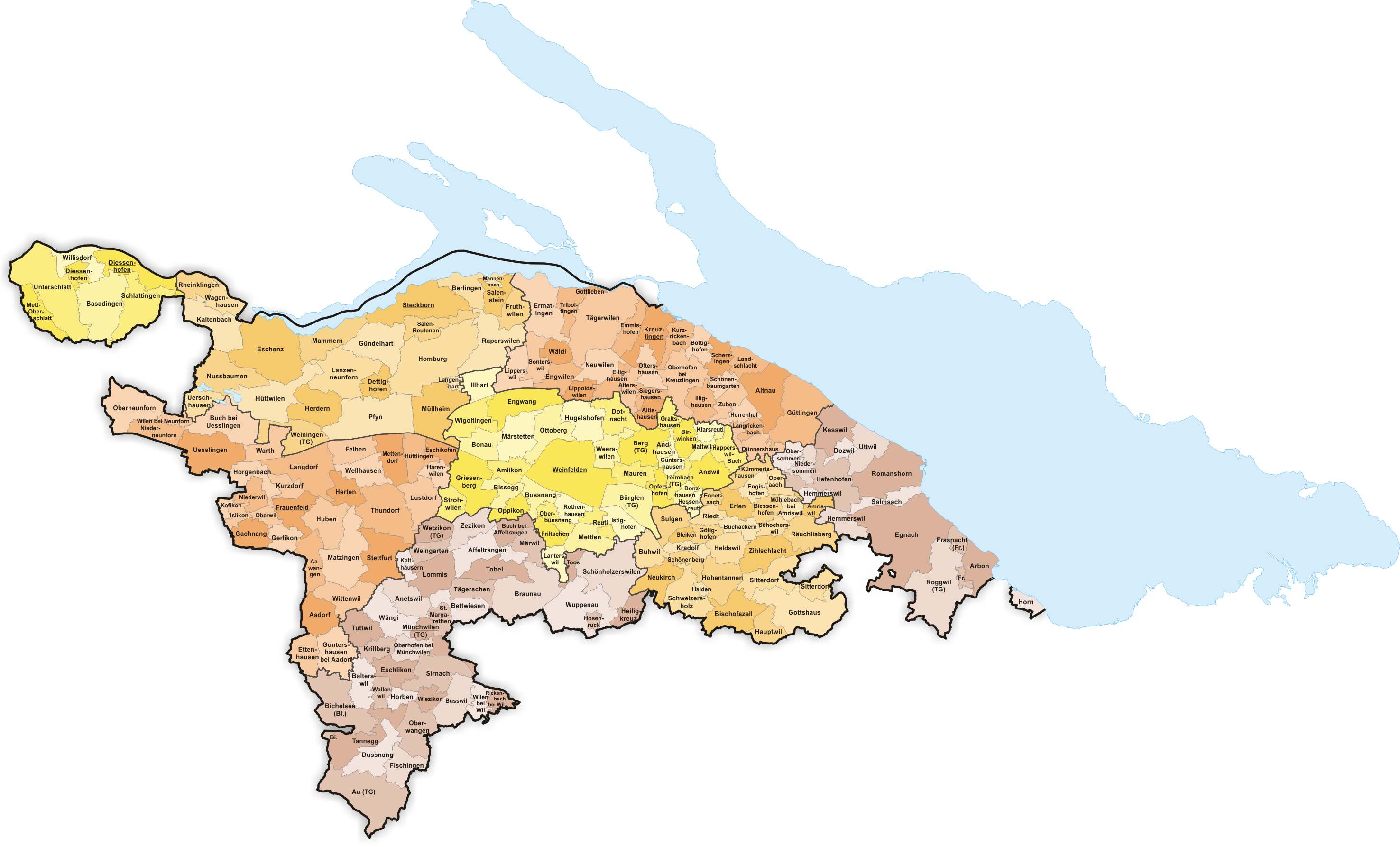
Gemeinden bis 1899
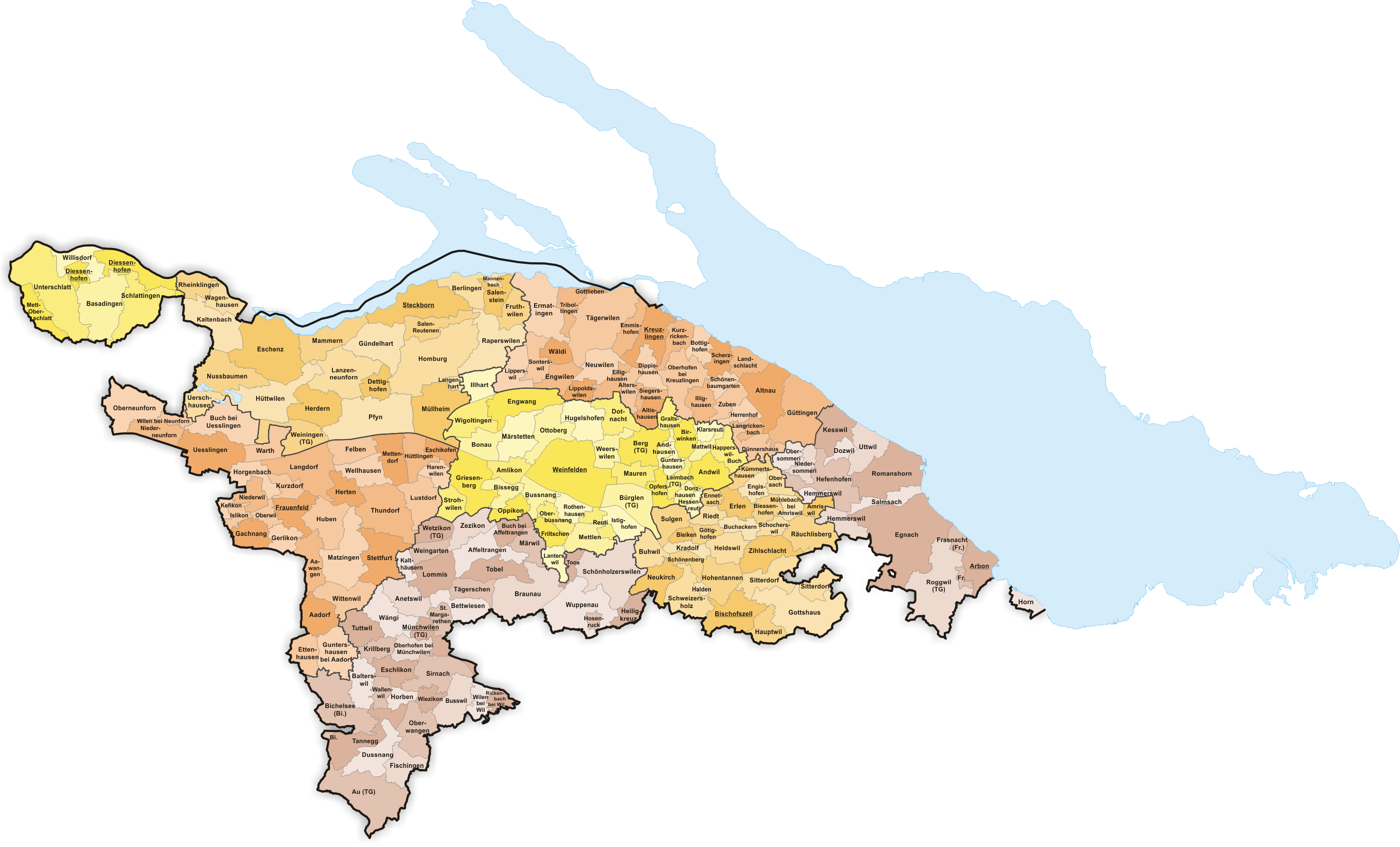
Gemeinden bis 1918
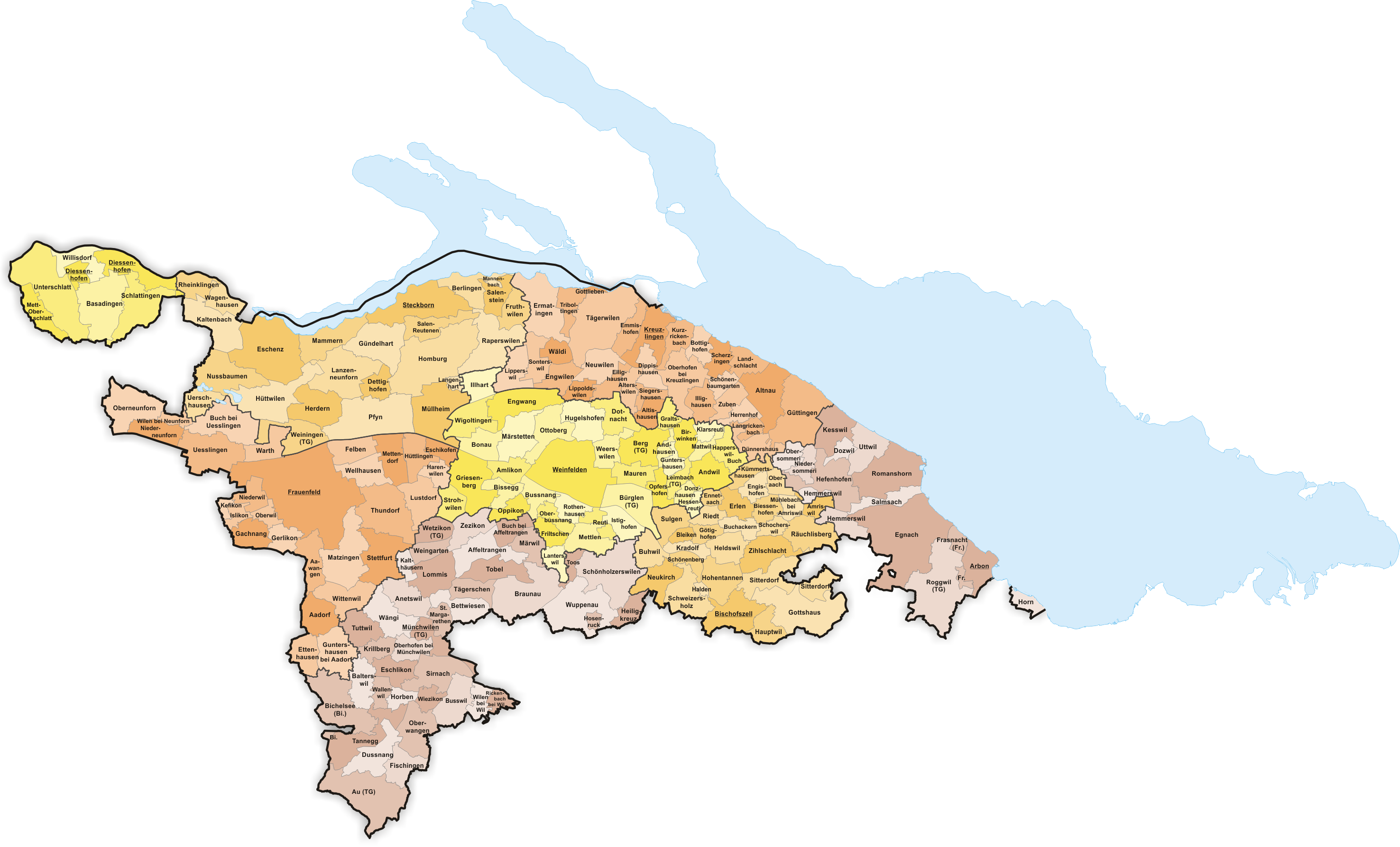
Gemeinden bis 1924
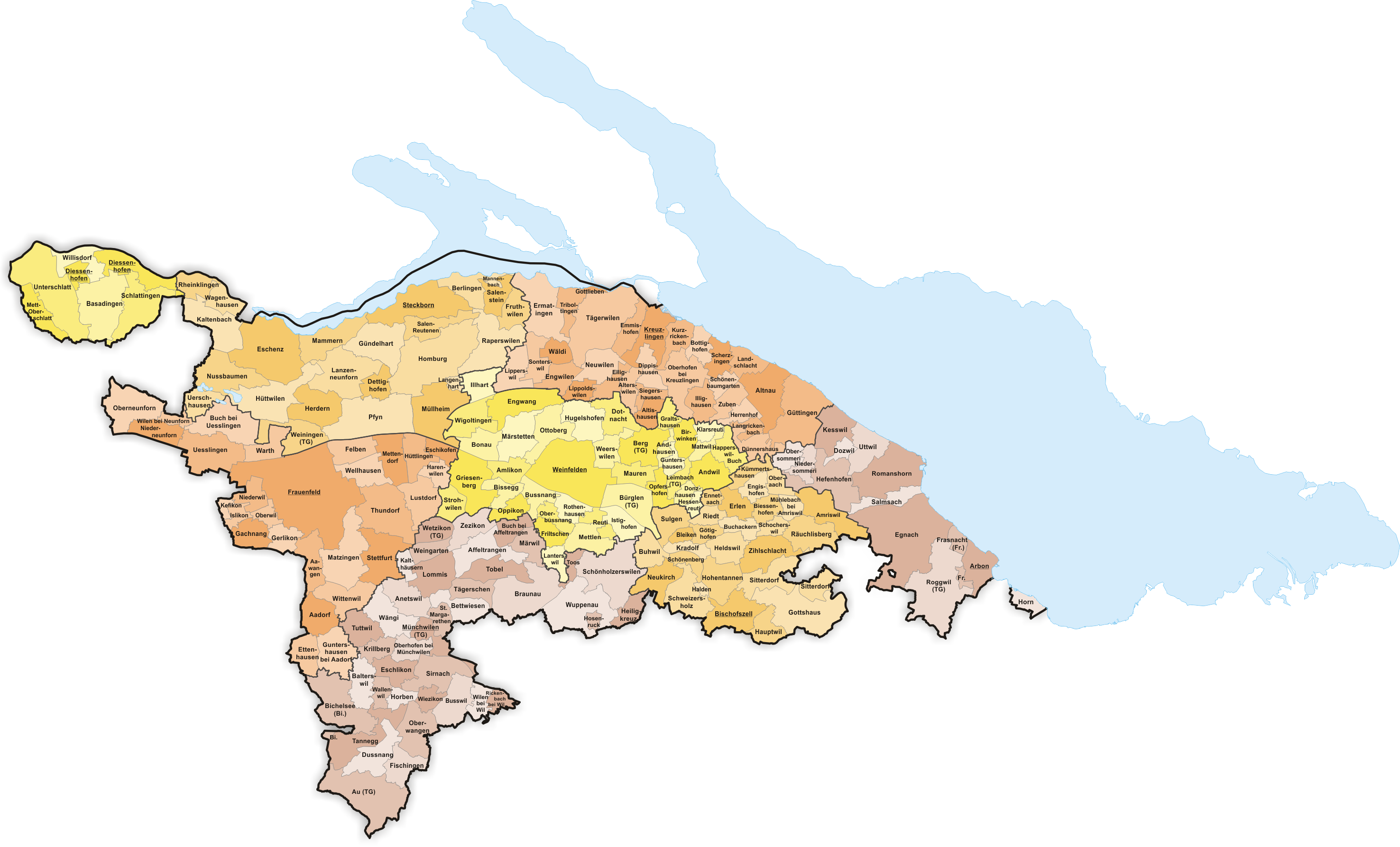
Gemeinden bis 1926
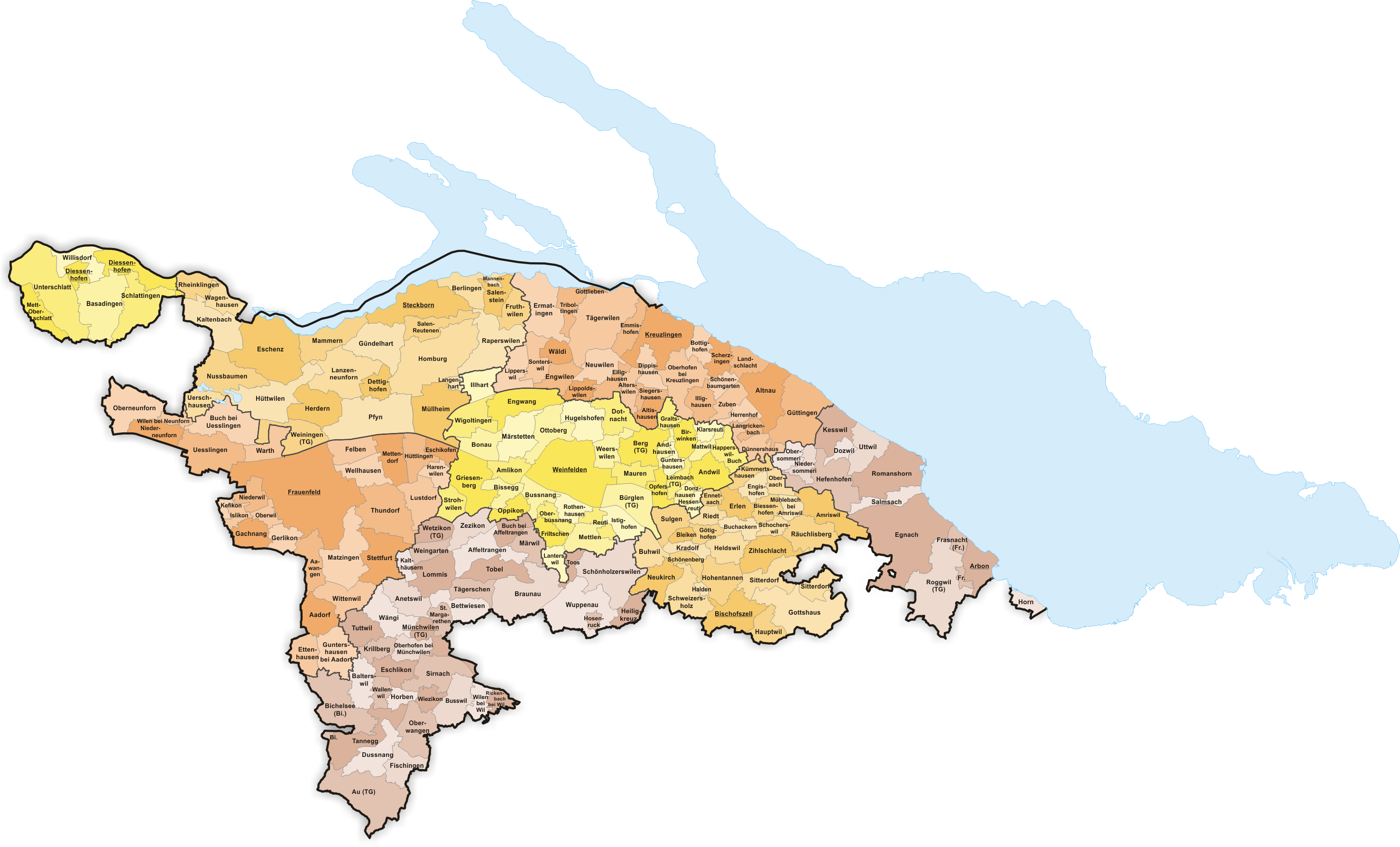
Gemeinden bis 1927
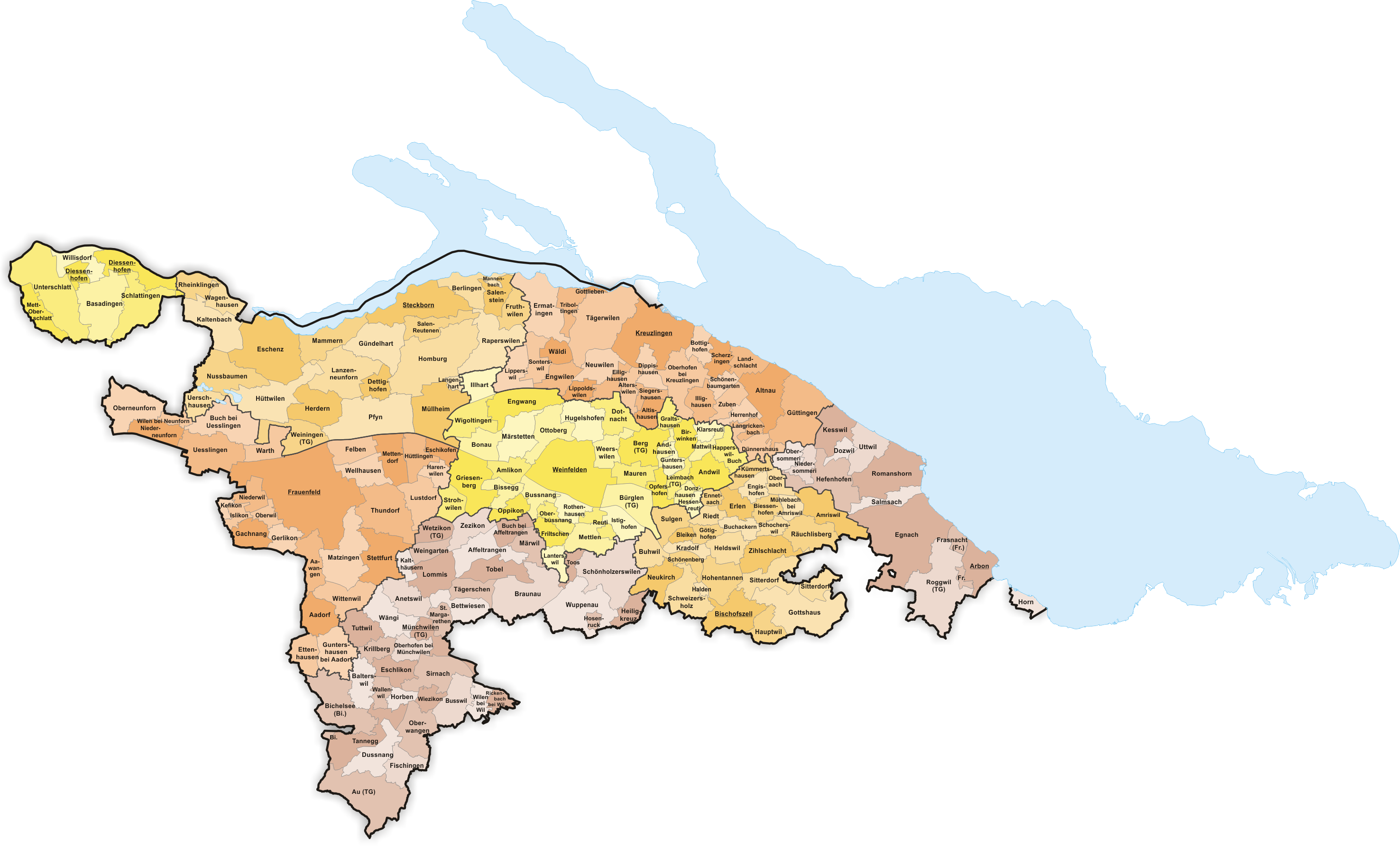
Gemeinden bis 1931
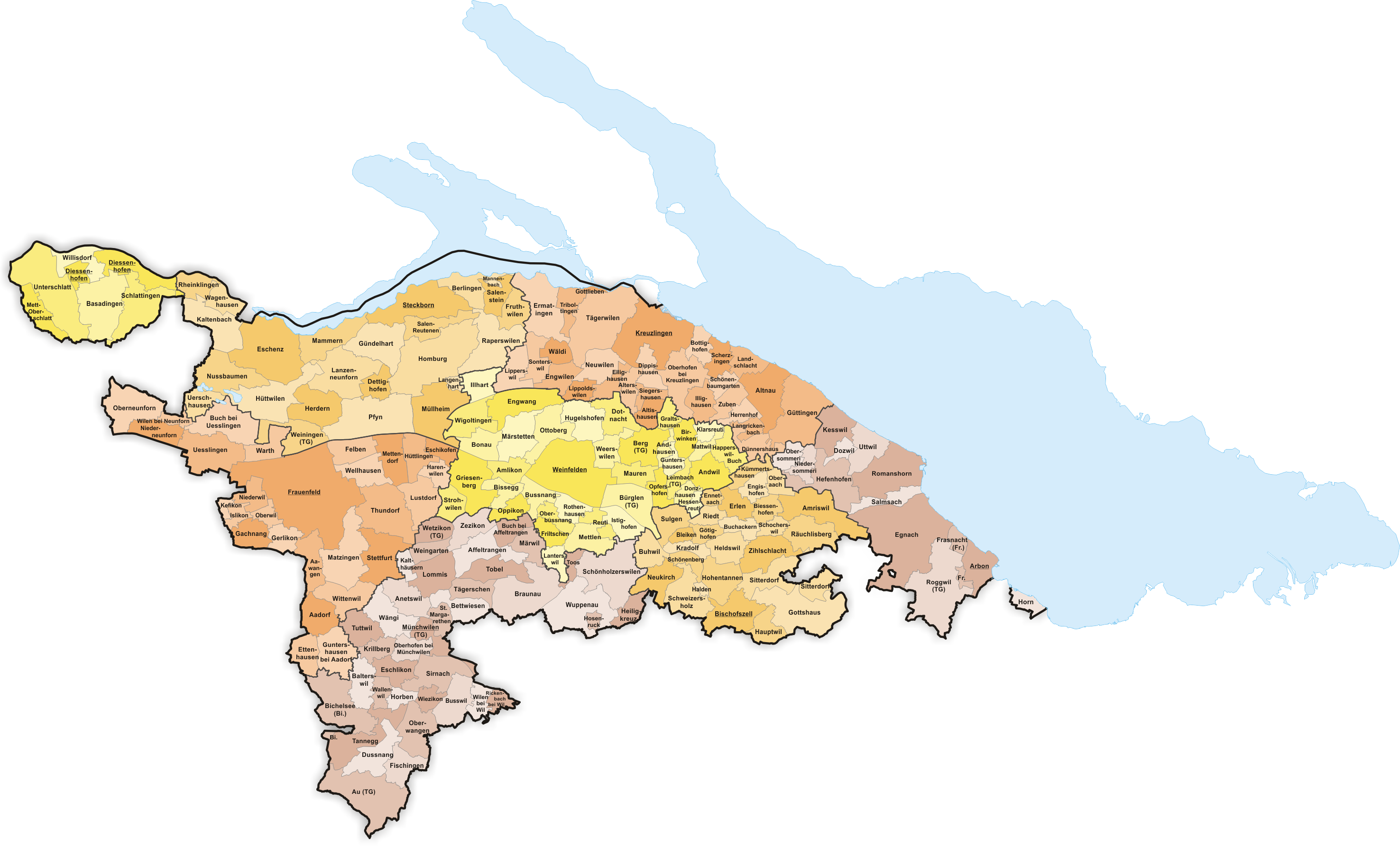
Gemeinden bis 1936
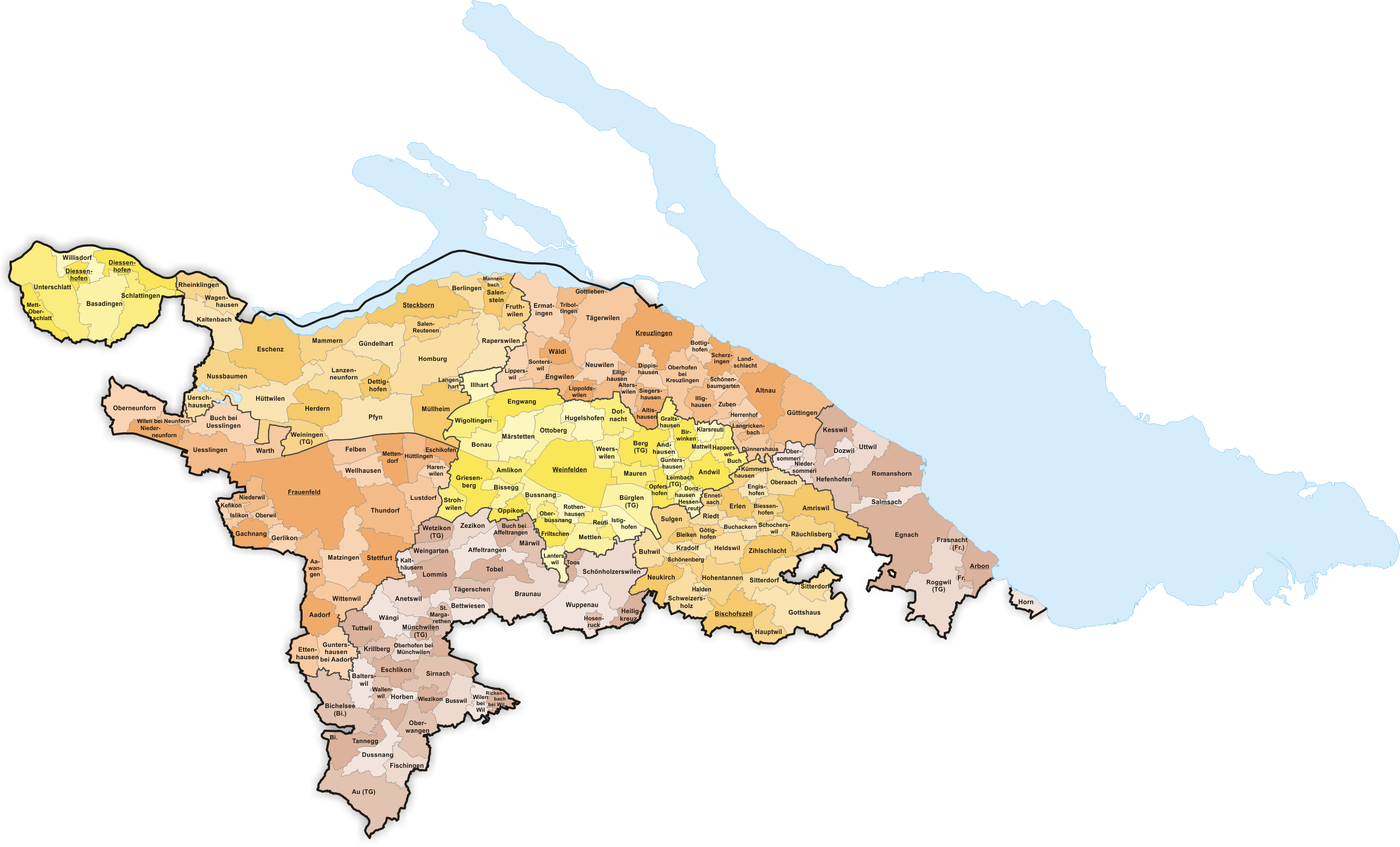
Gemeinden bis 1949
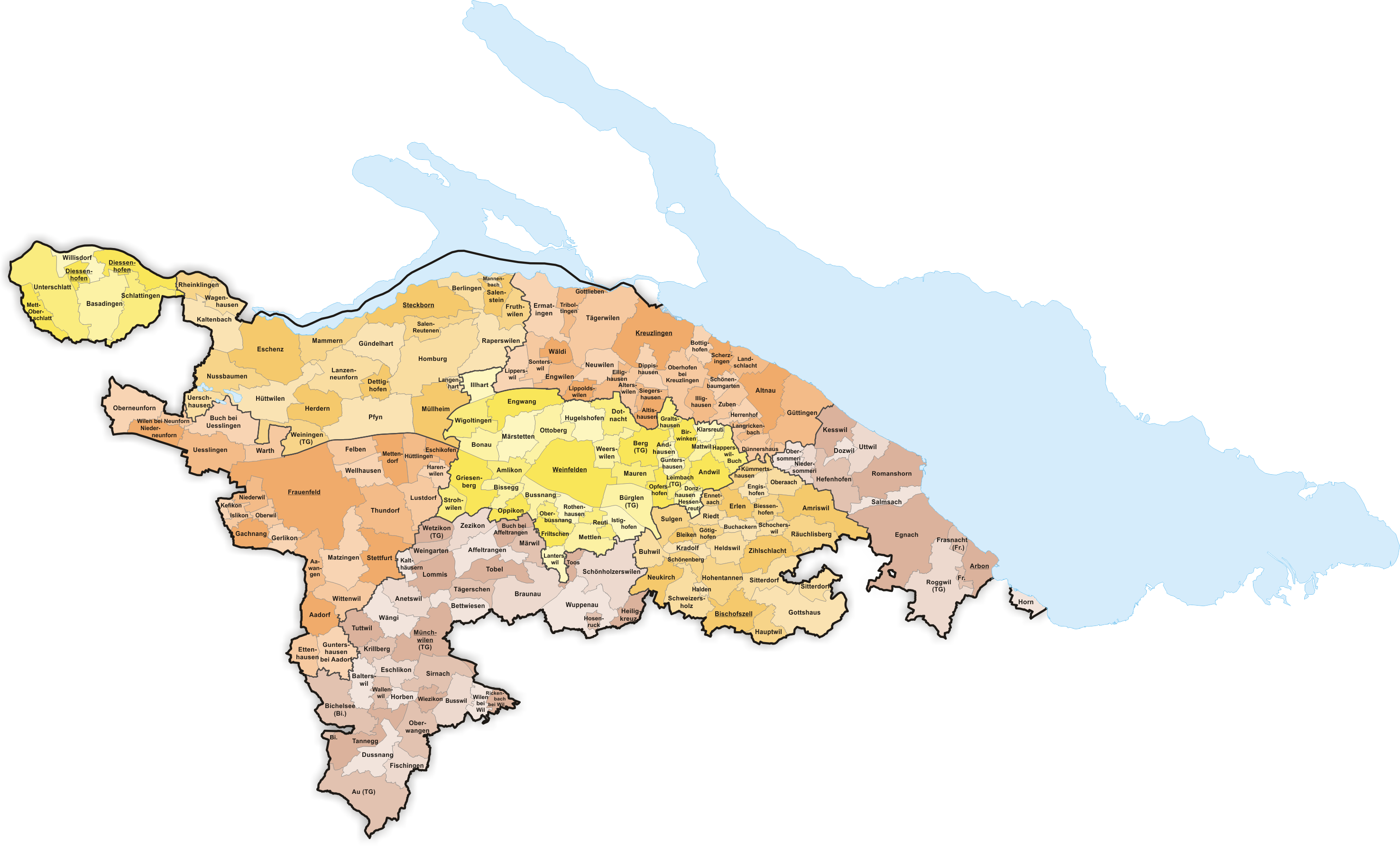
Gemeinden bis 1952
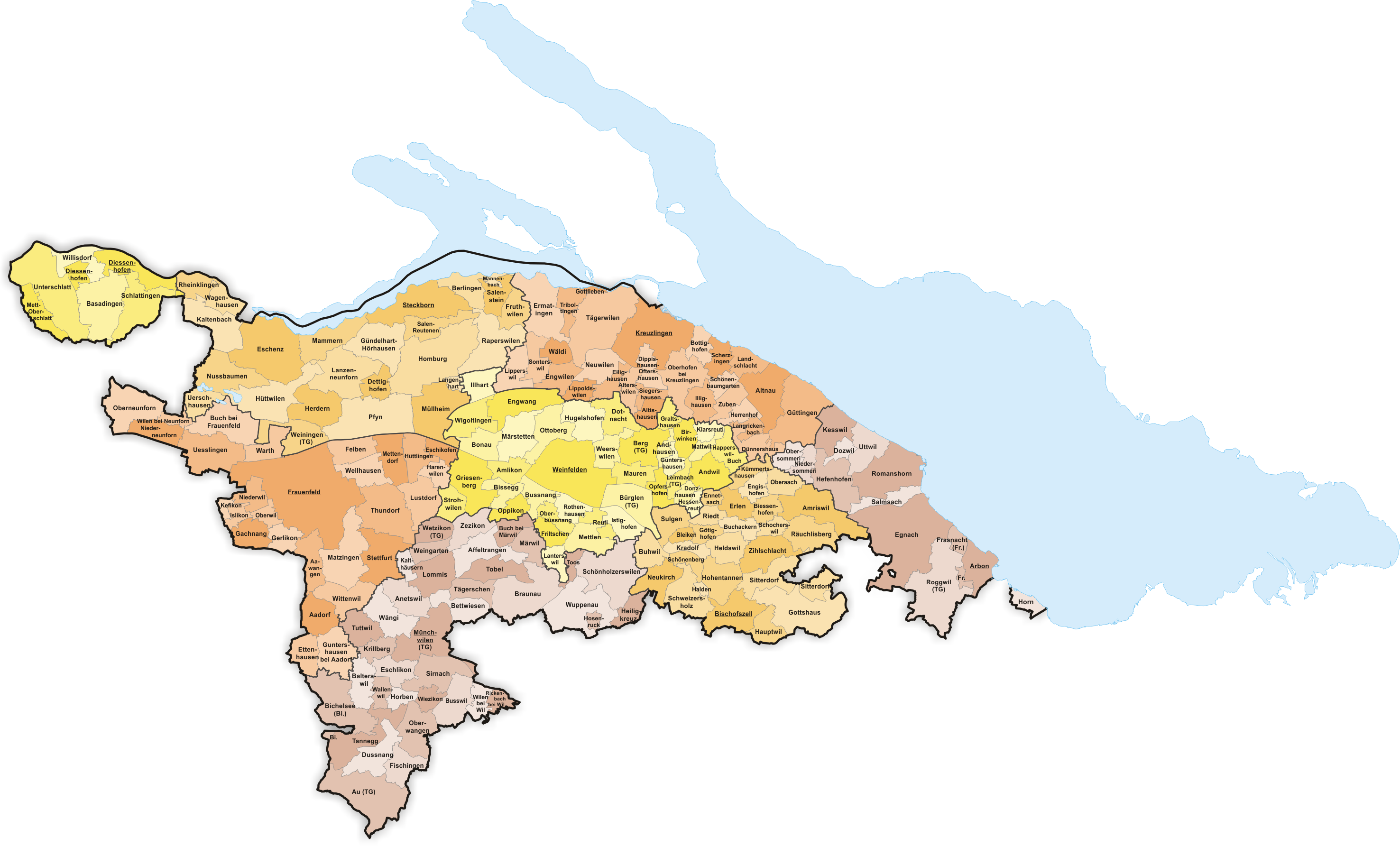
Gemeinden bis 1964
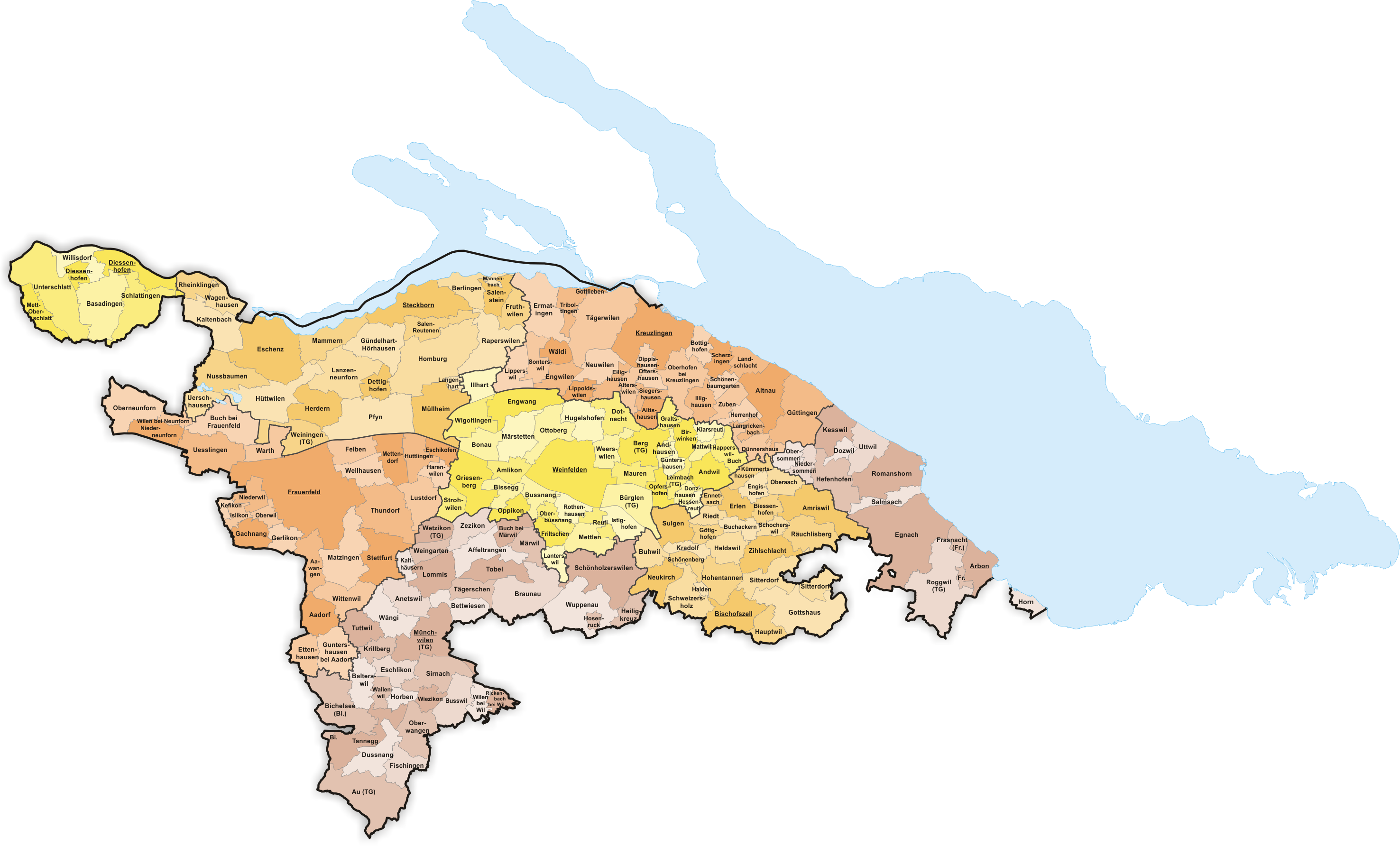
Gemeinden bis 1967
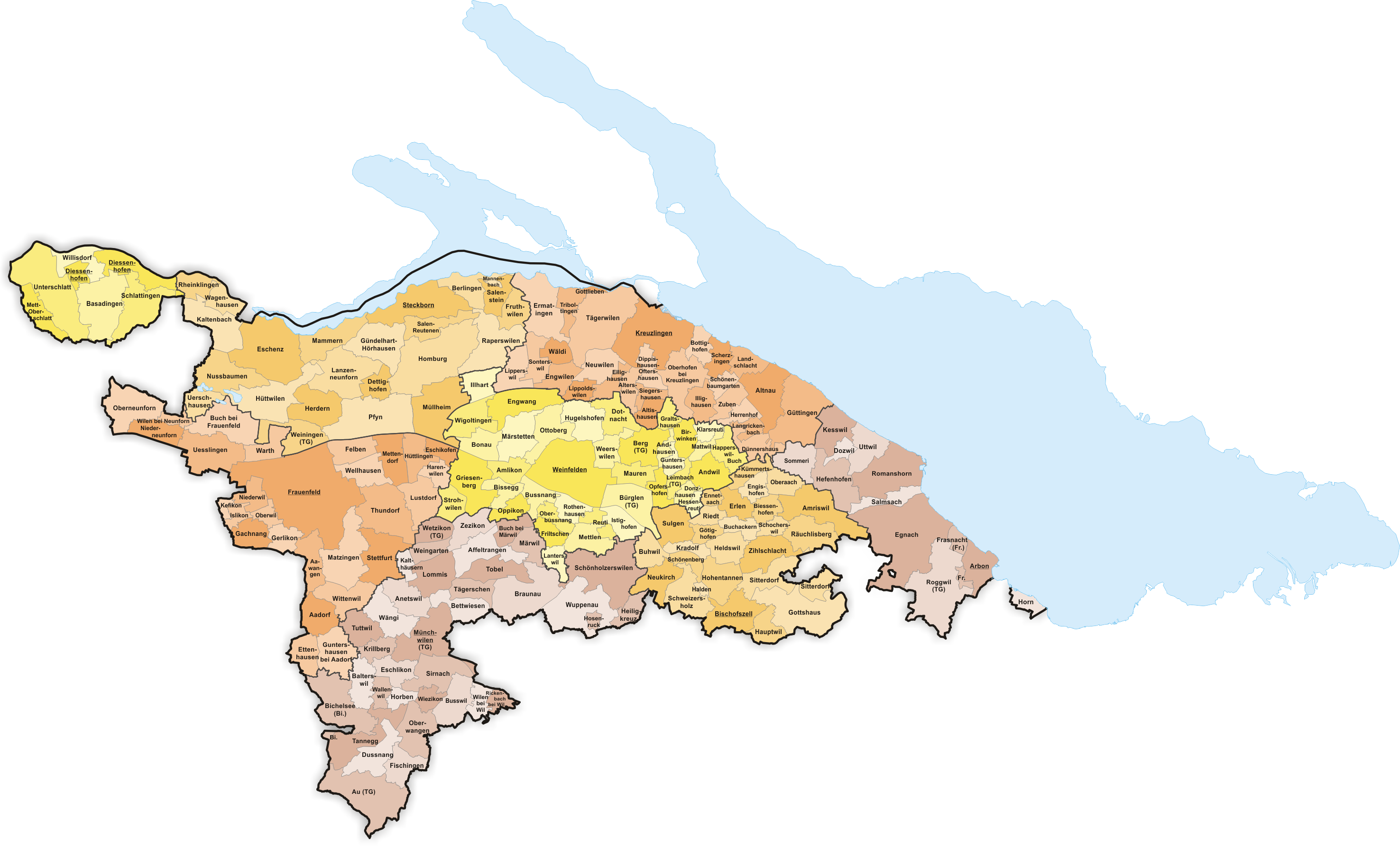
Gemeinden bis 1968
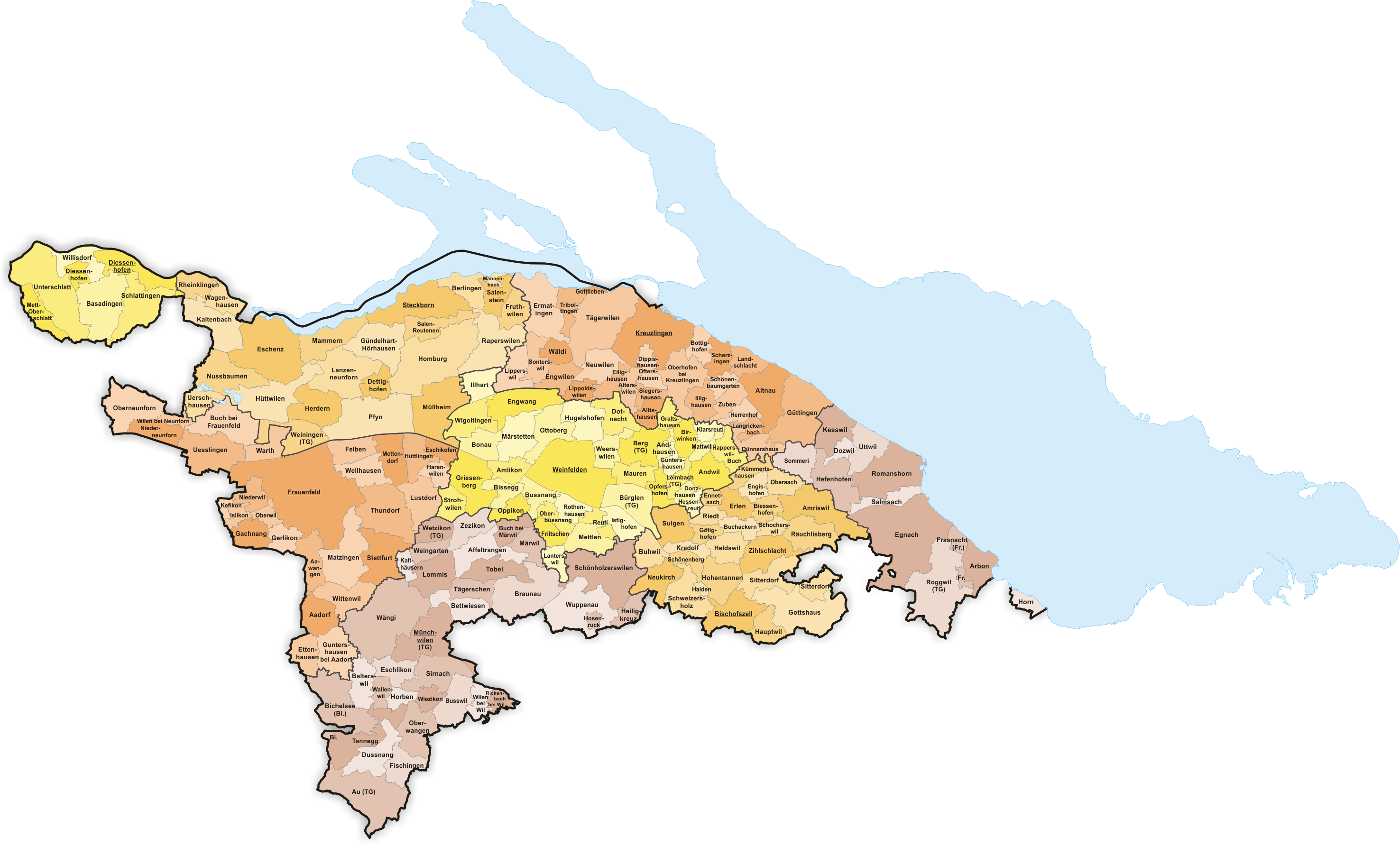
Gemeinden bis 05.1971
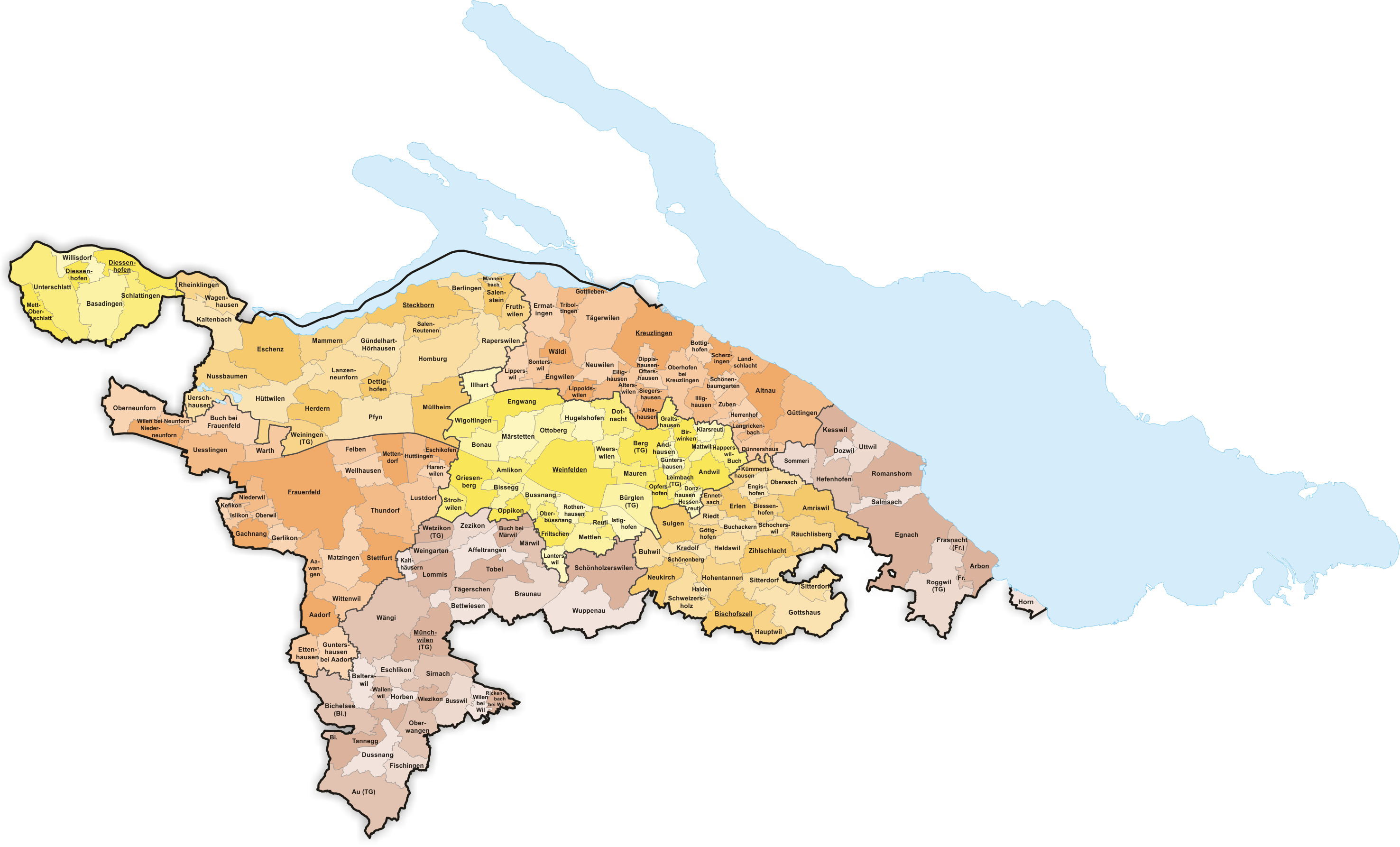
Gemeinden bis 12.1971
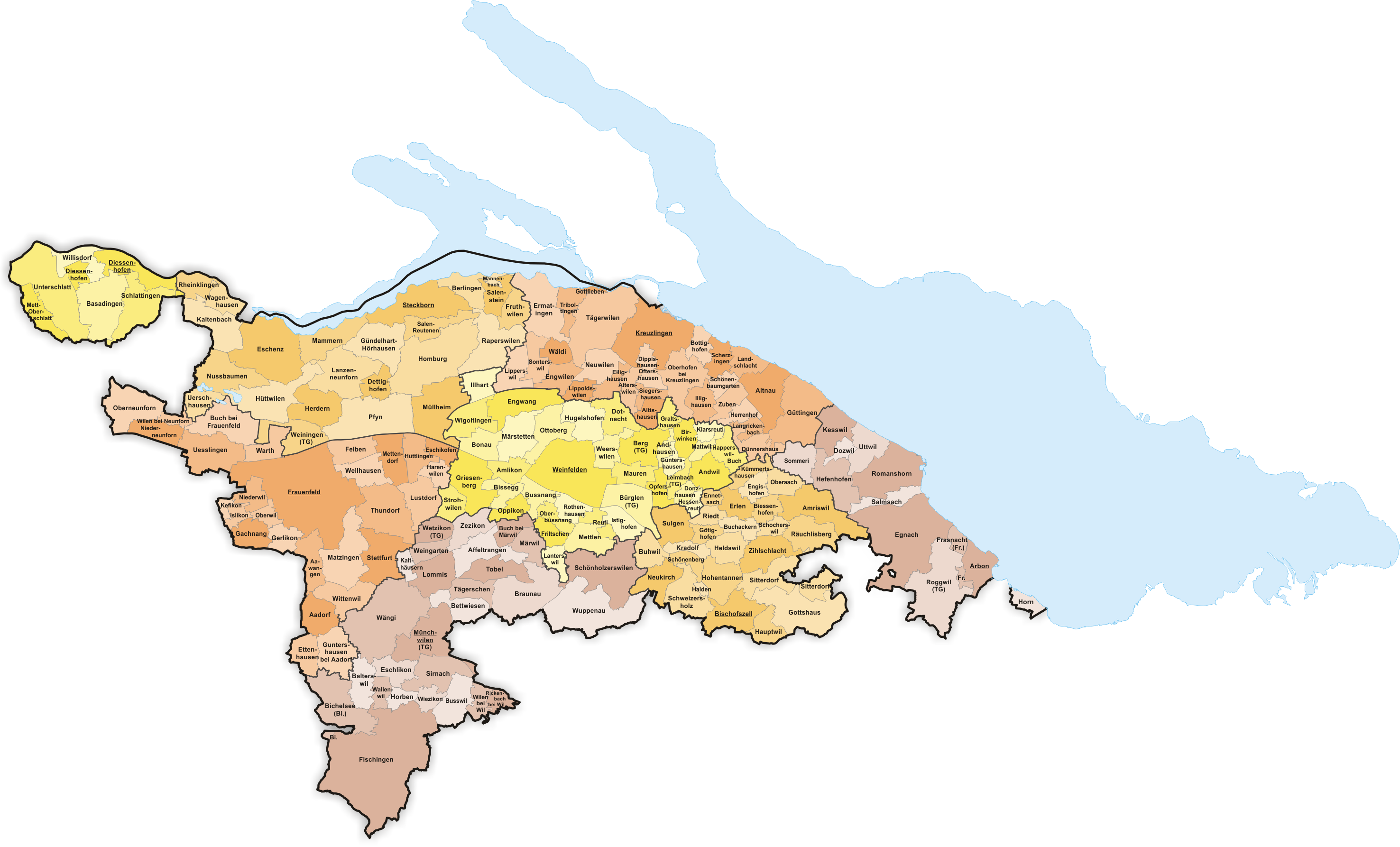
Gemeinden bis 1976
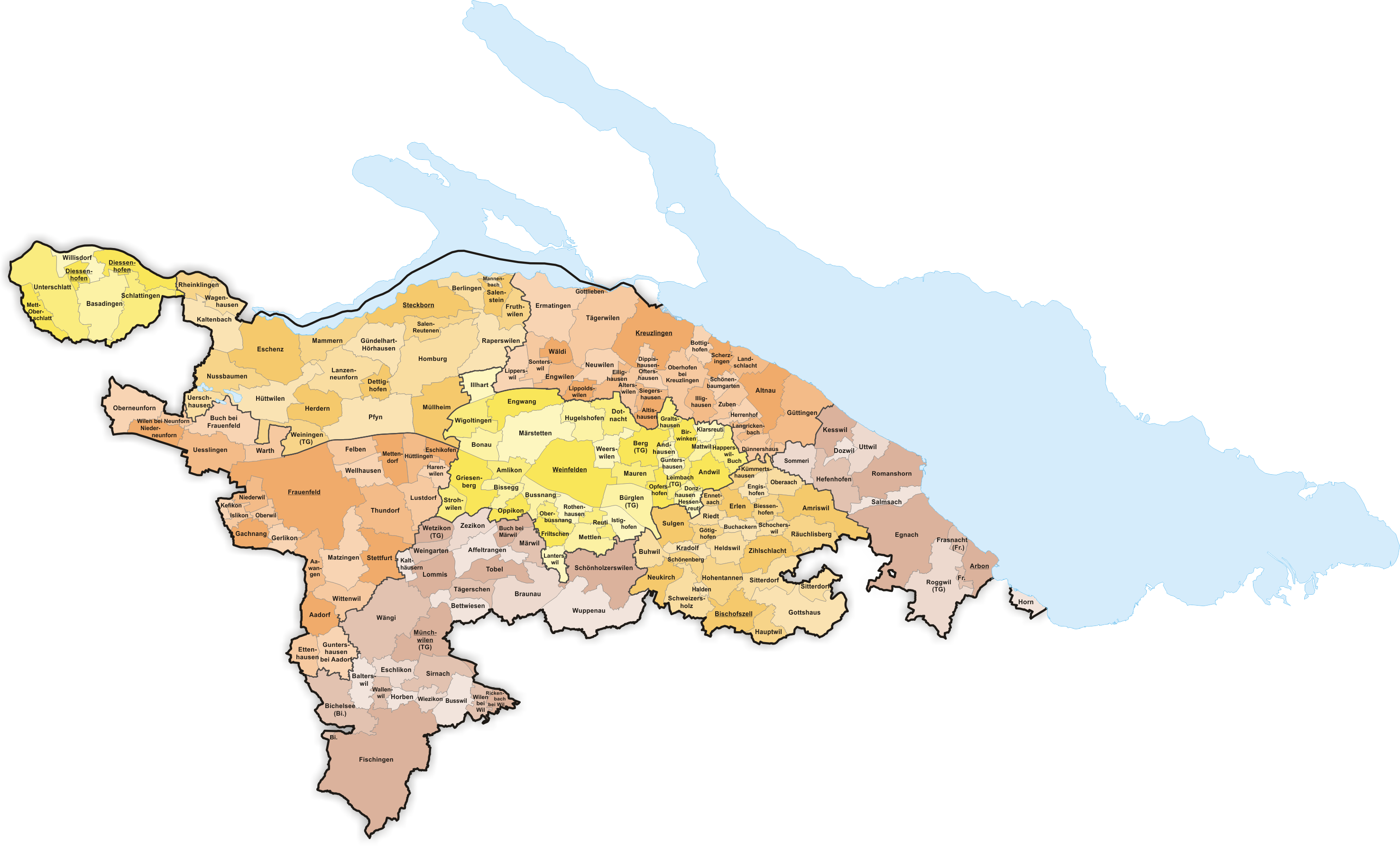
Gemeinden bis 1978
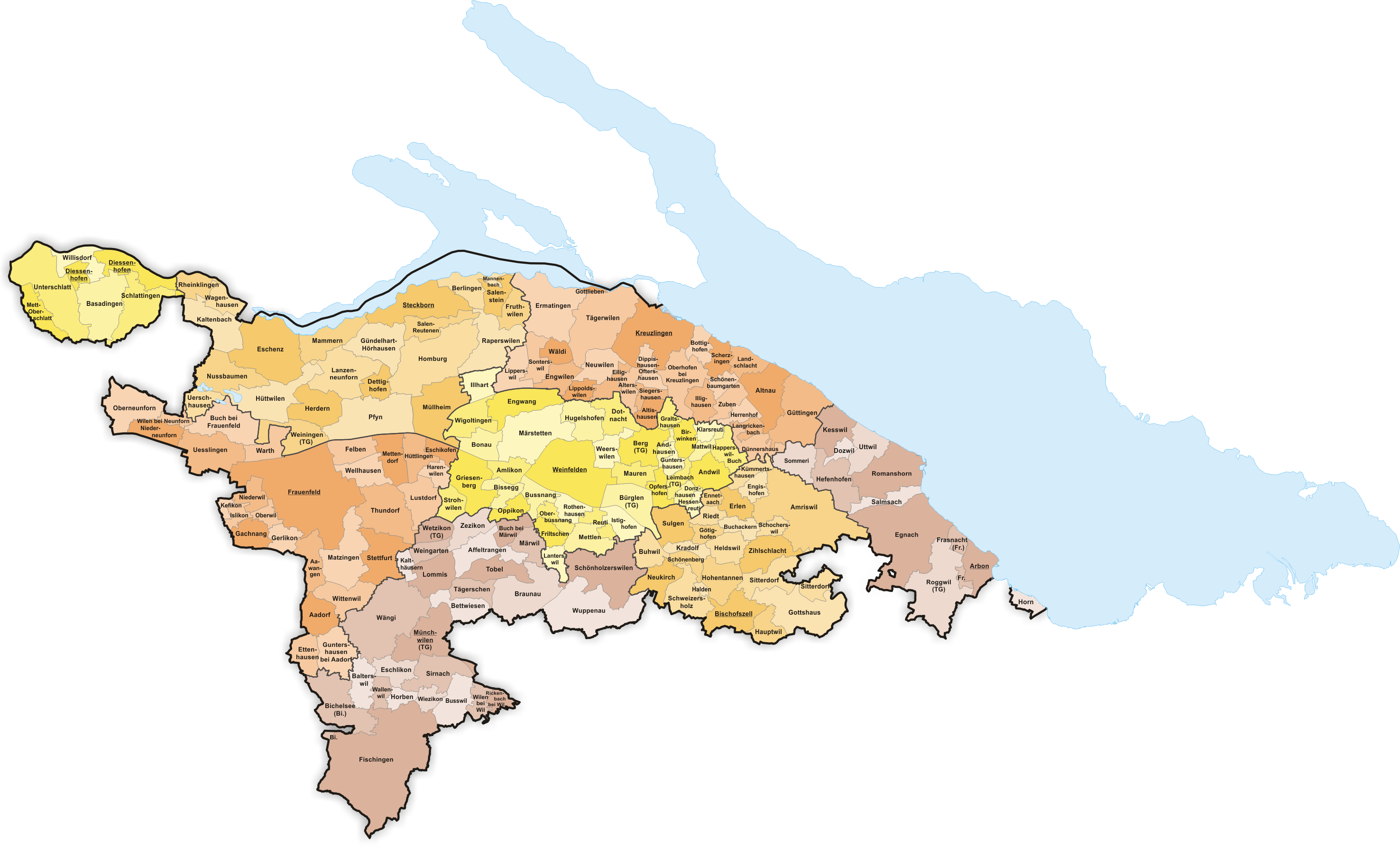
Gemeinden bis 1979
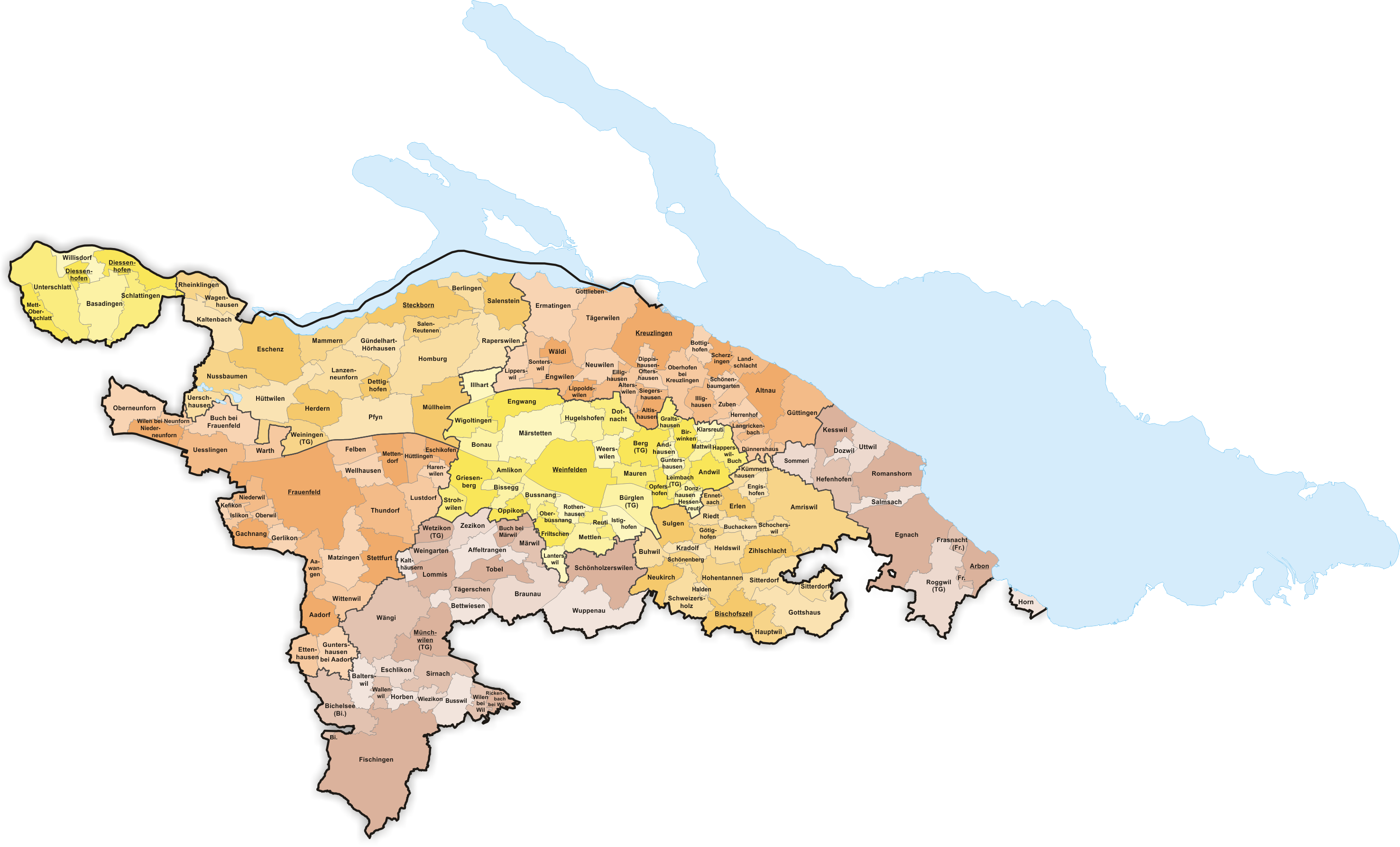
Gemeinden bis 1992
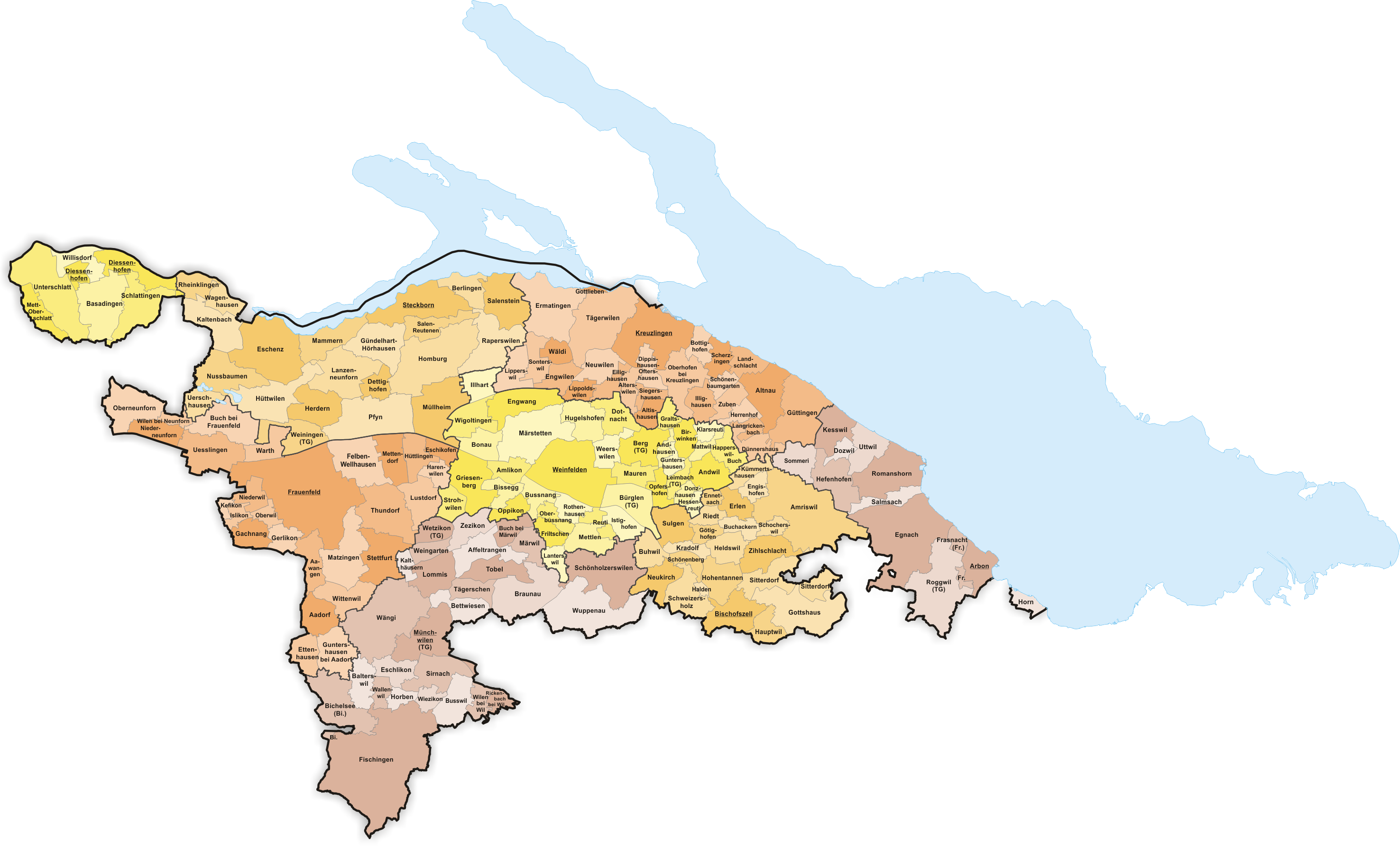
Gemeinden bis 1983
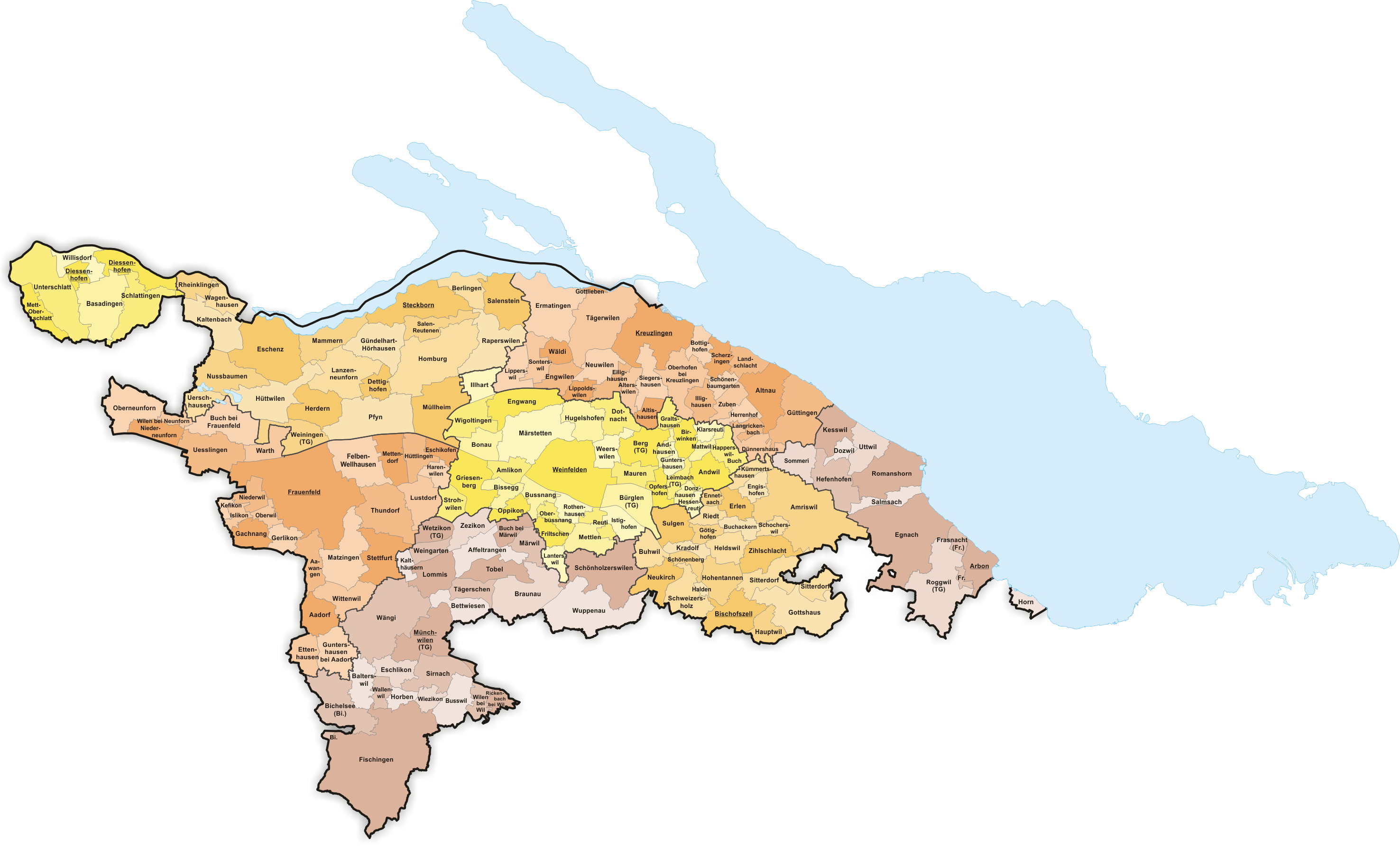
Gemeinden bis 1992
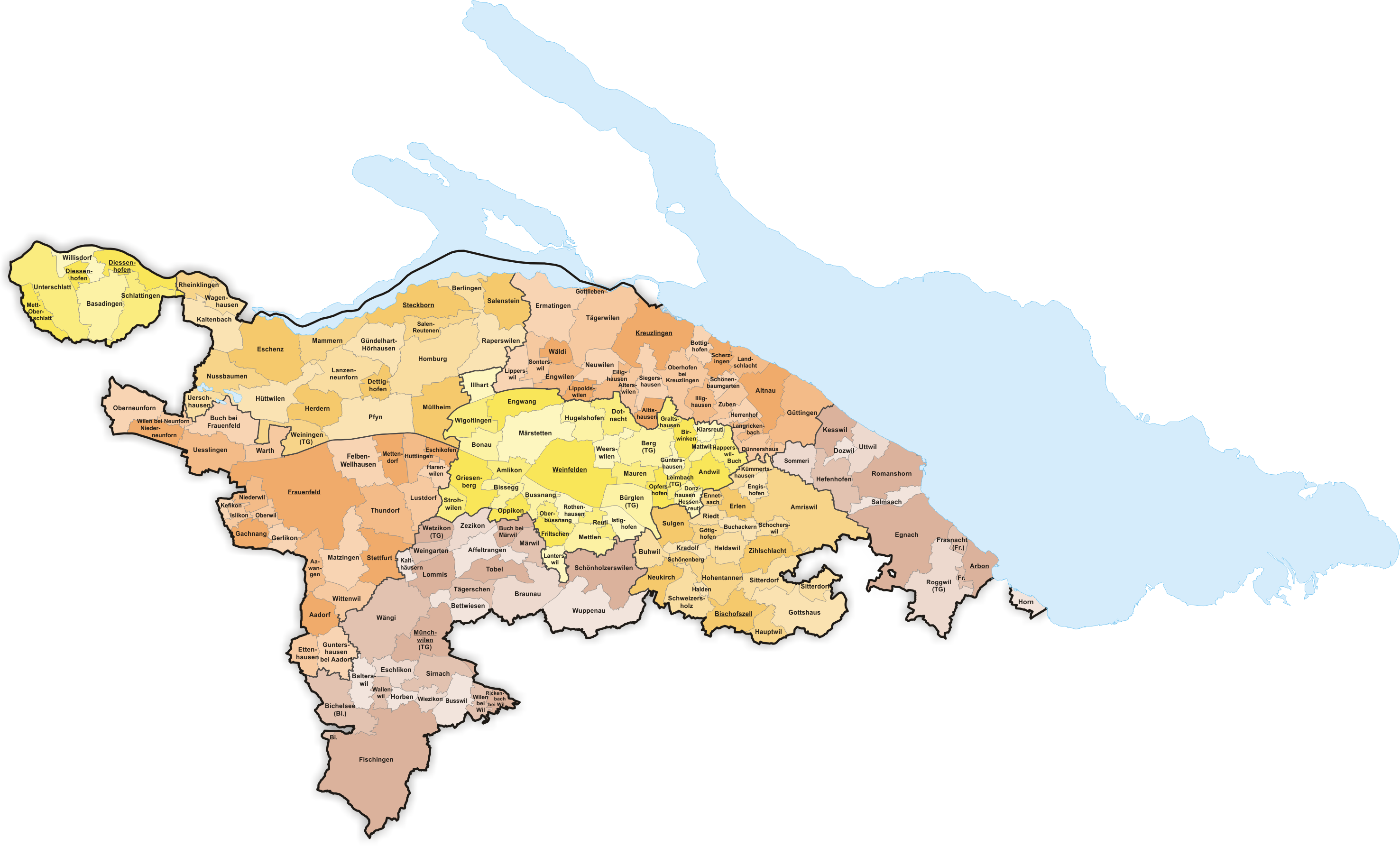
Gemeinden bis 1993
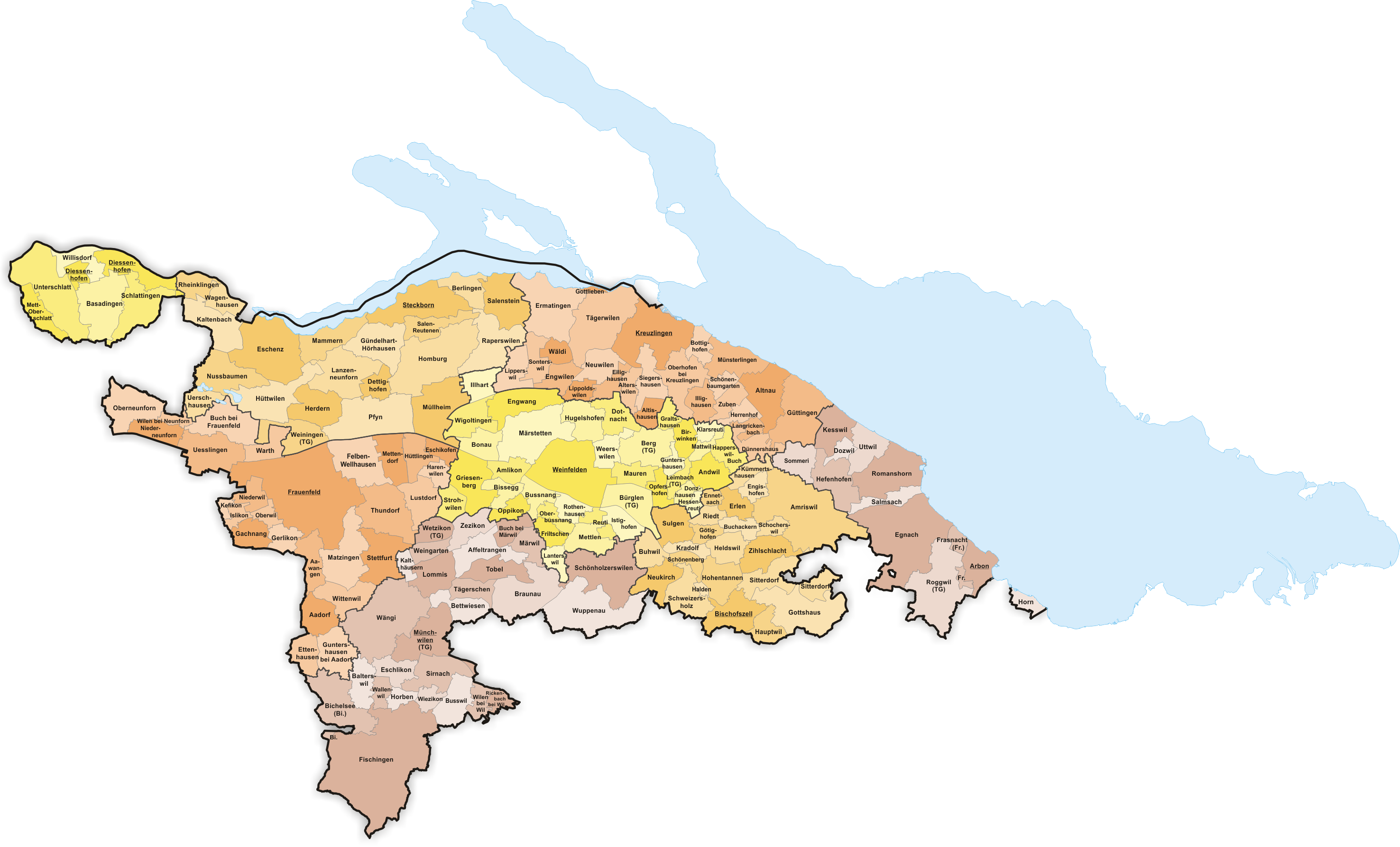
Gemeinden bis 1994
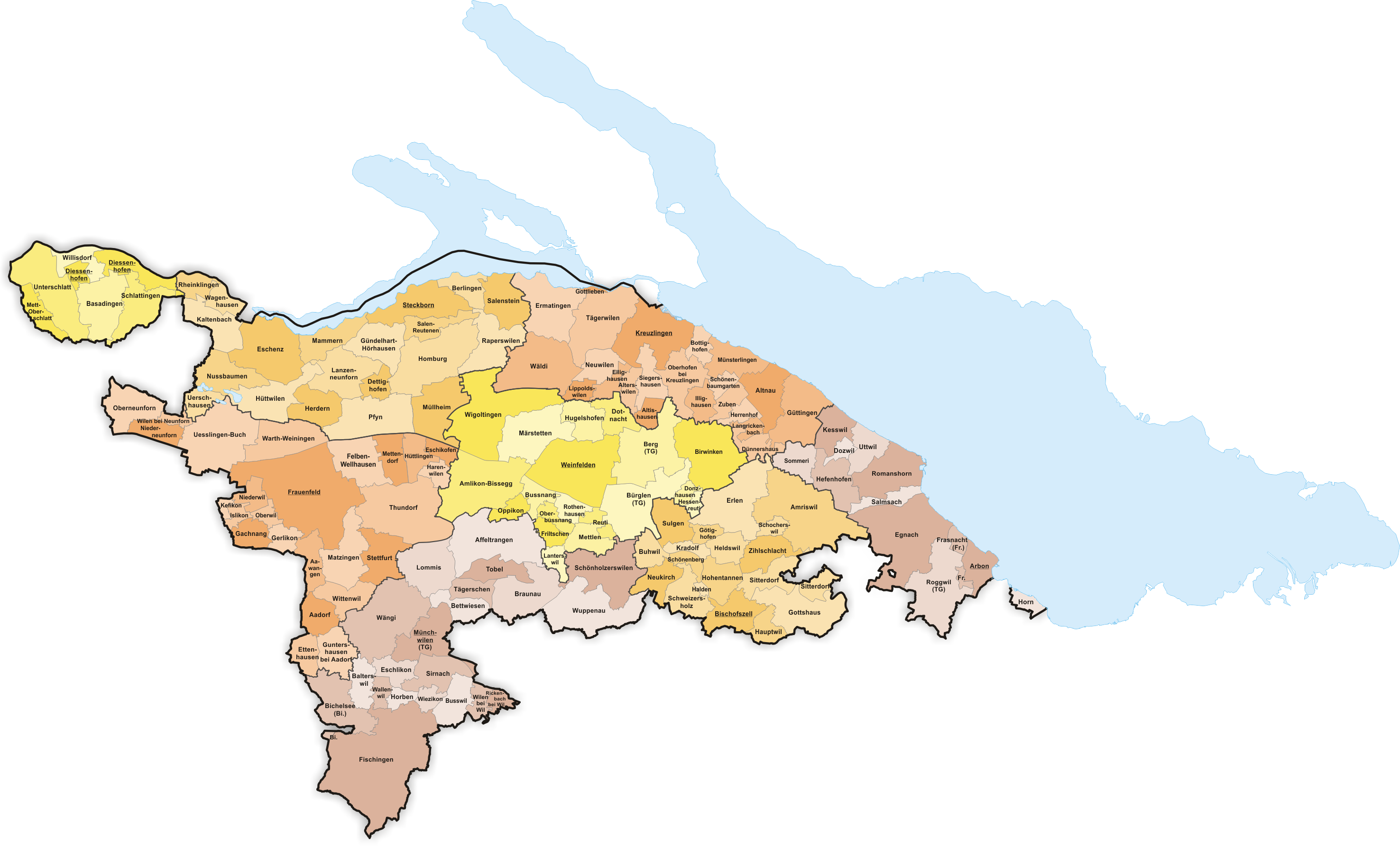
Gemeinden bis 05.1995
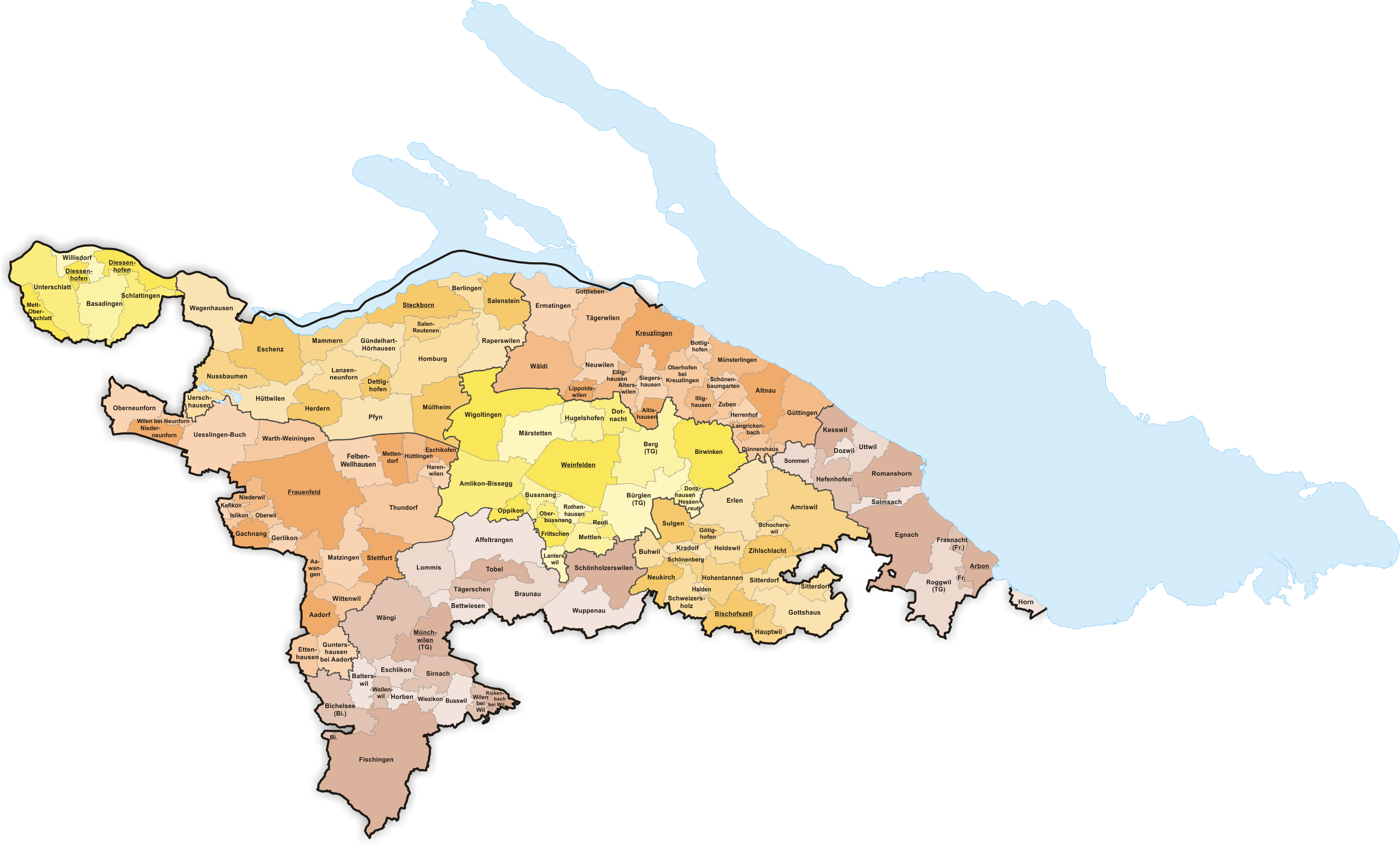
Gemeinden bis 12.1995
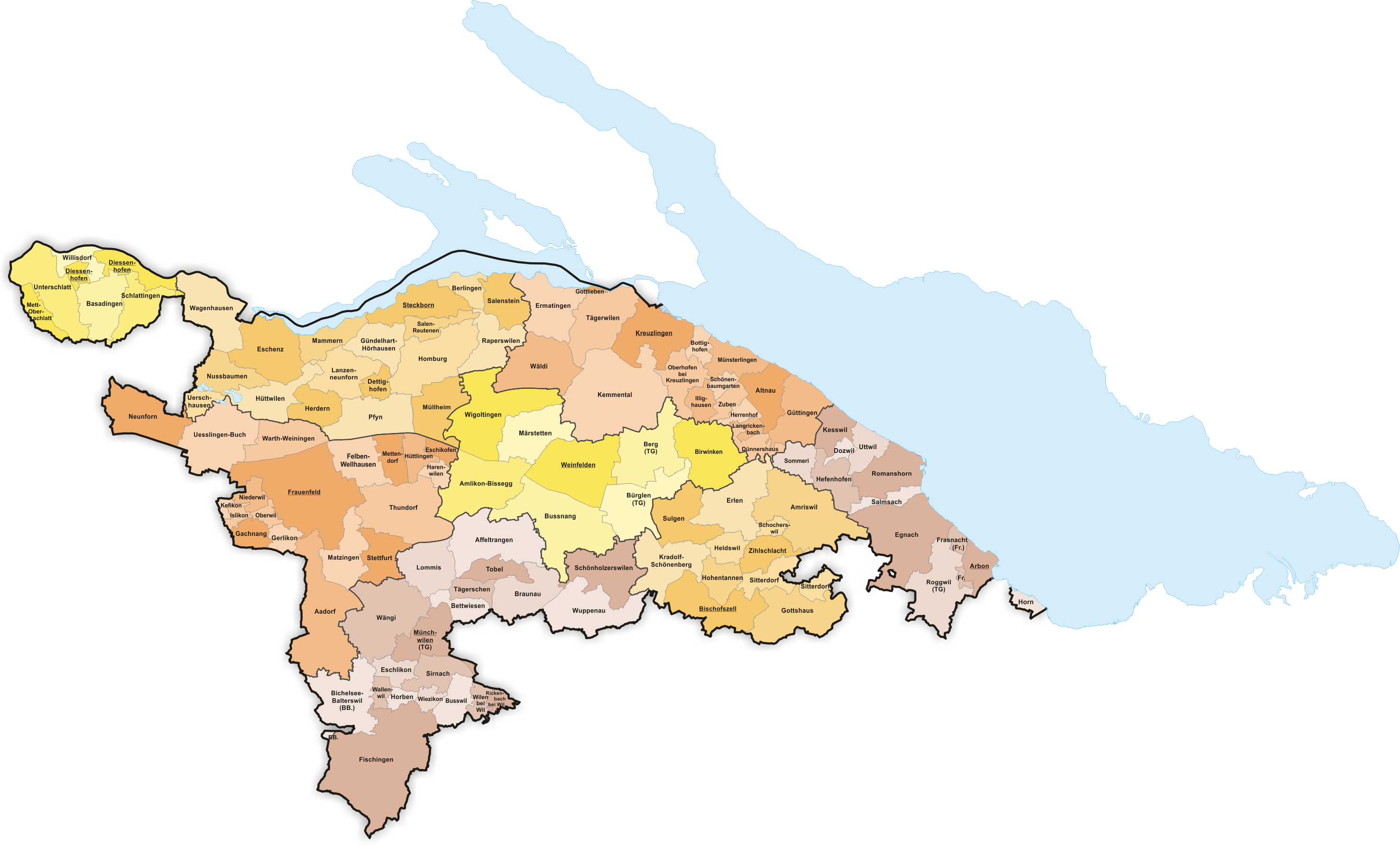
Gemeinden bis 1996
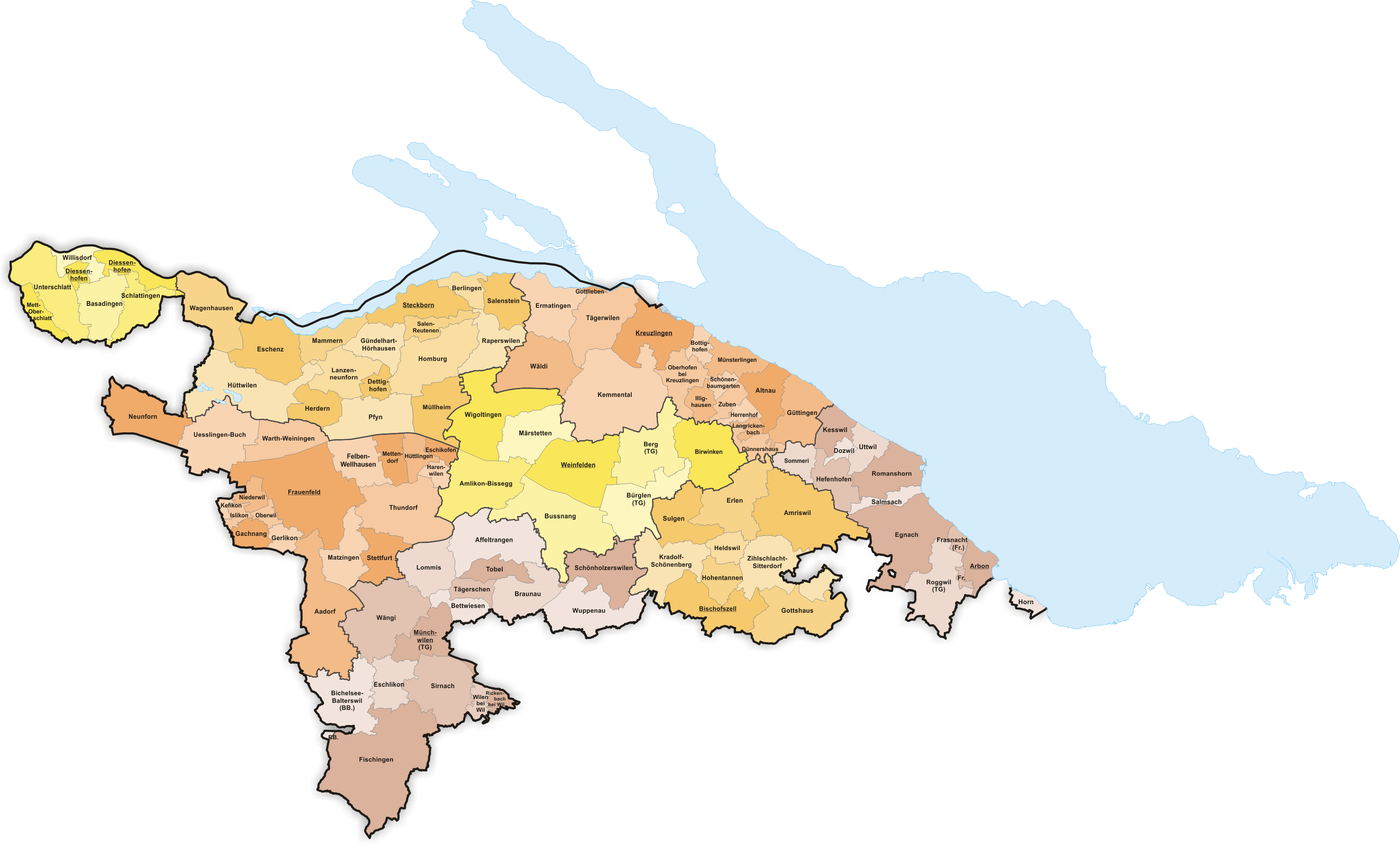
Gemeinden bis 1997
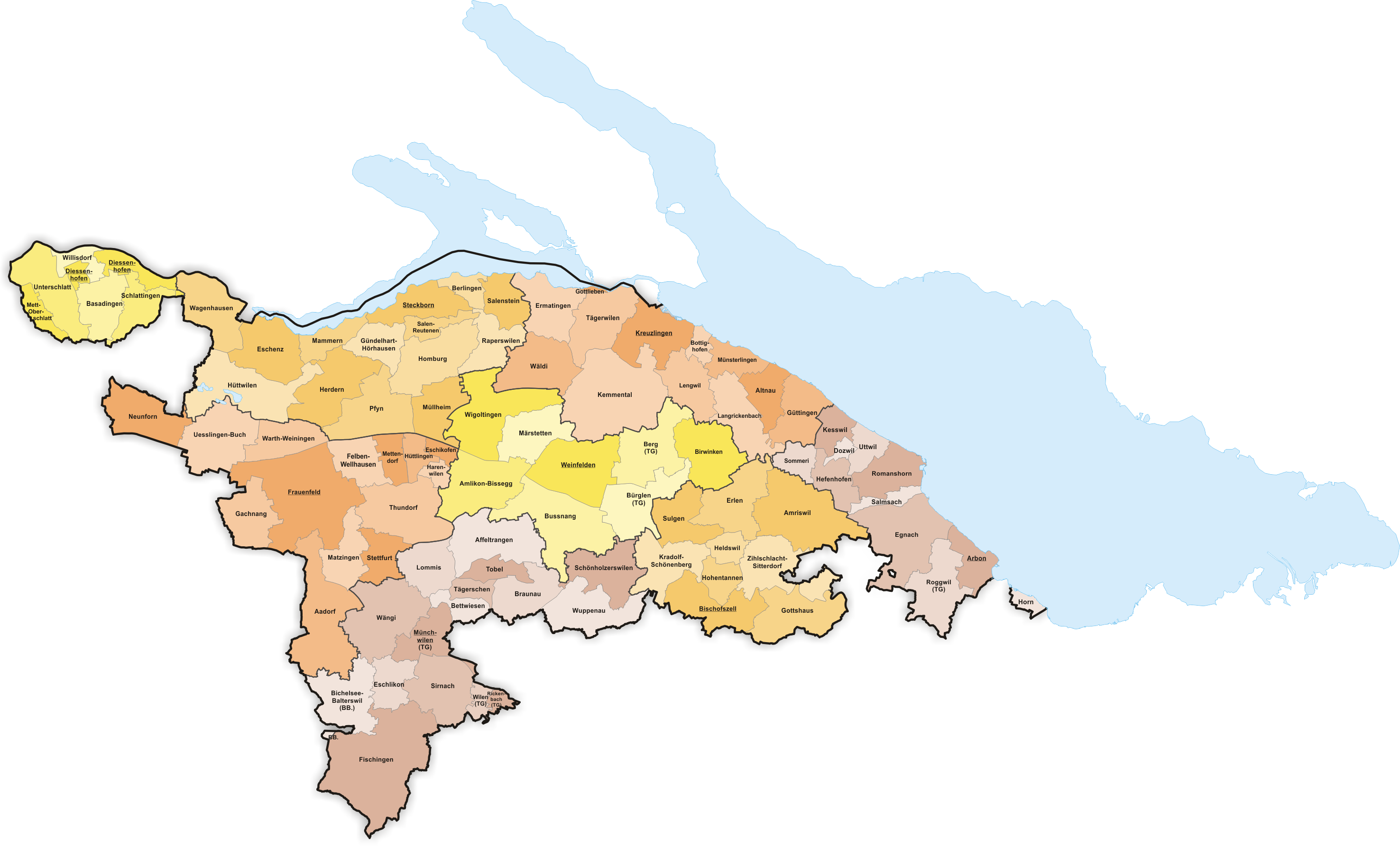
Gemeinden bis 1998
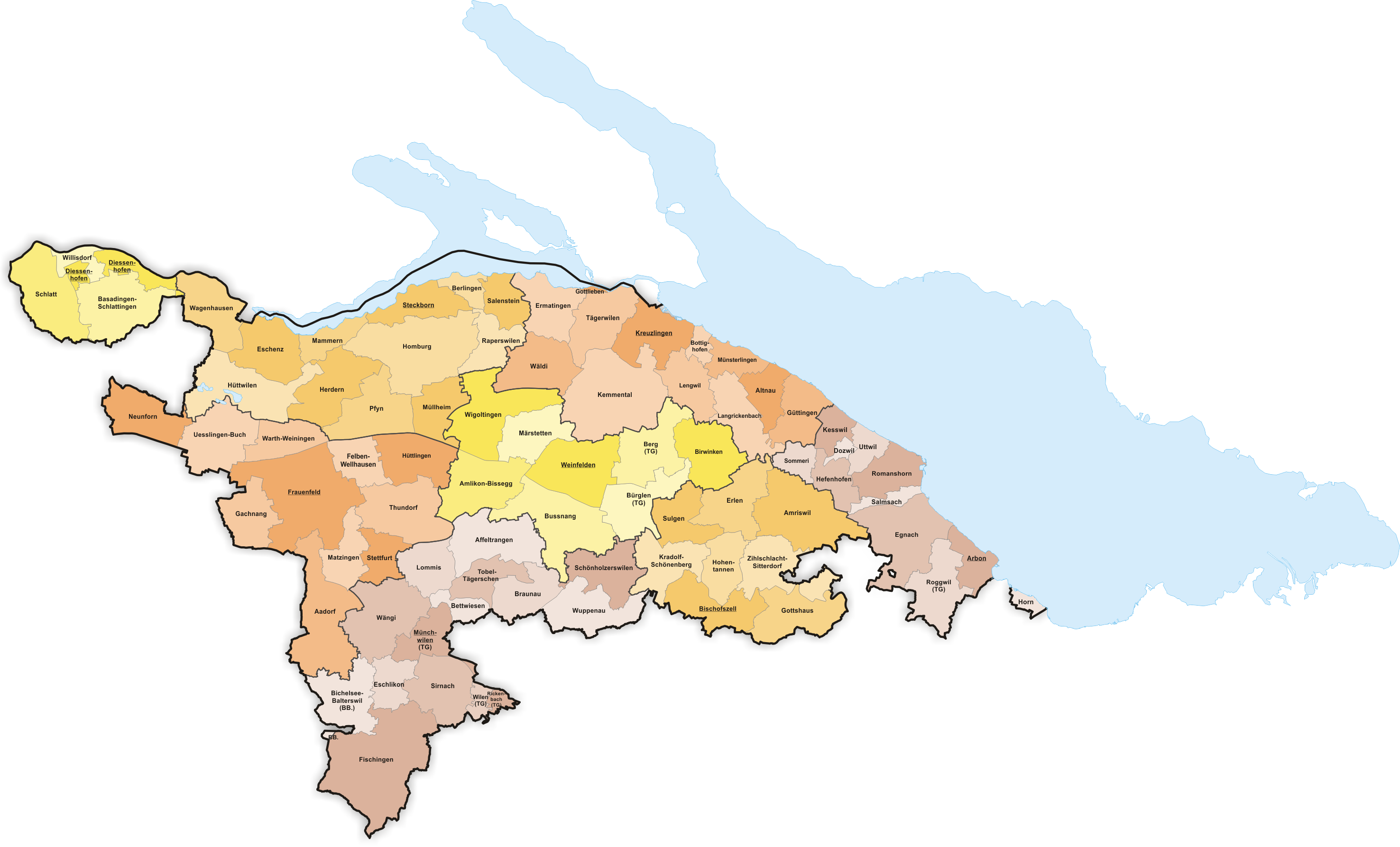
Gemeinden bis 1999
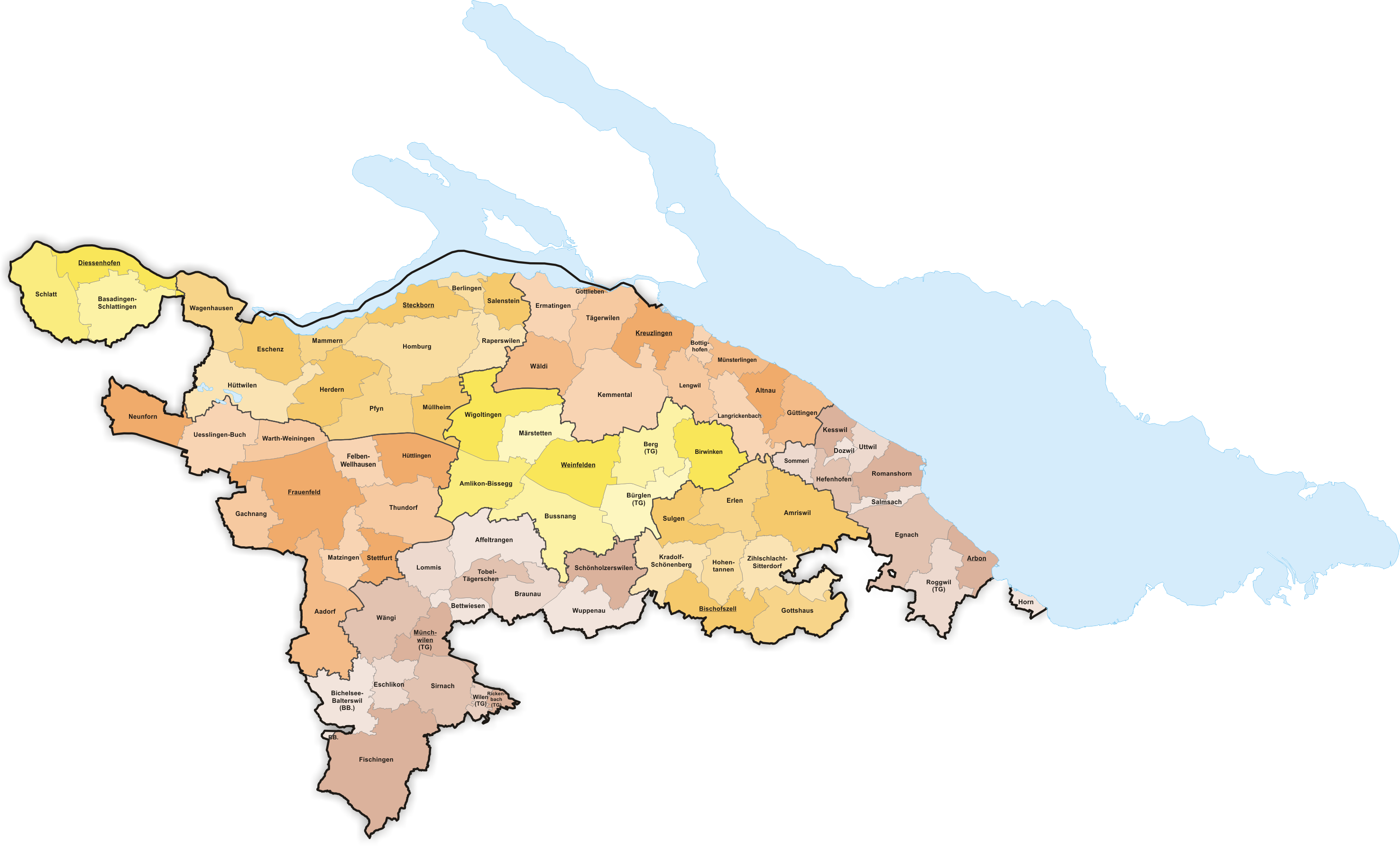
Gemeinden bis 2010
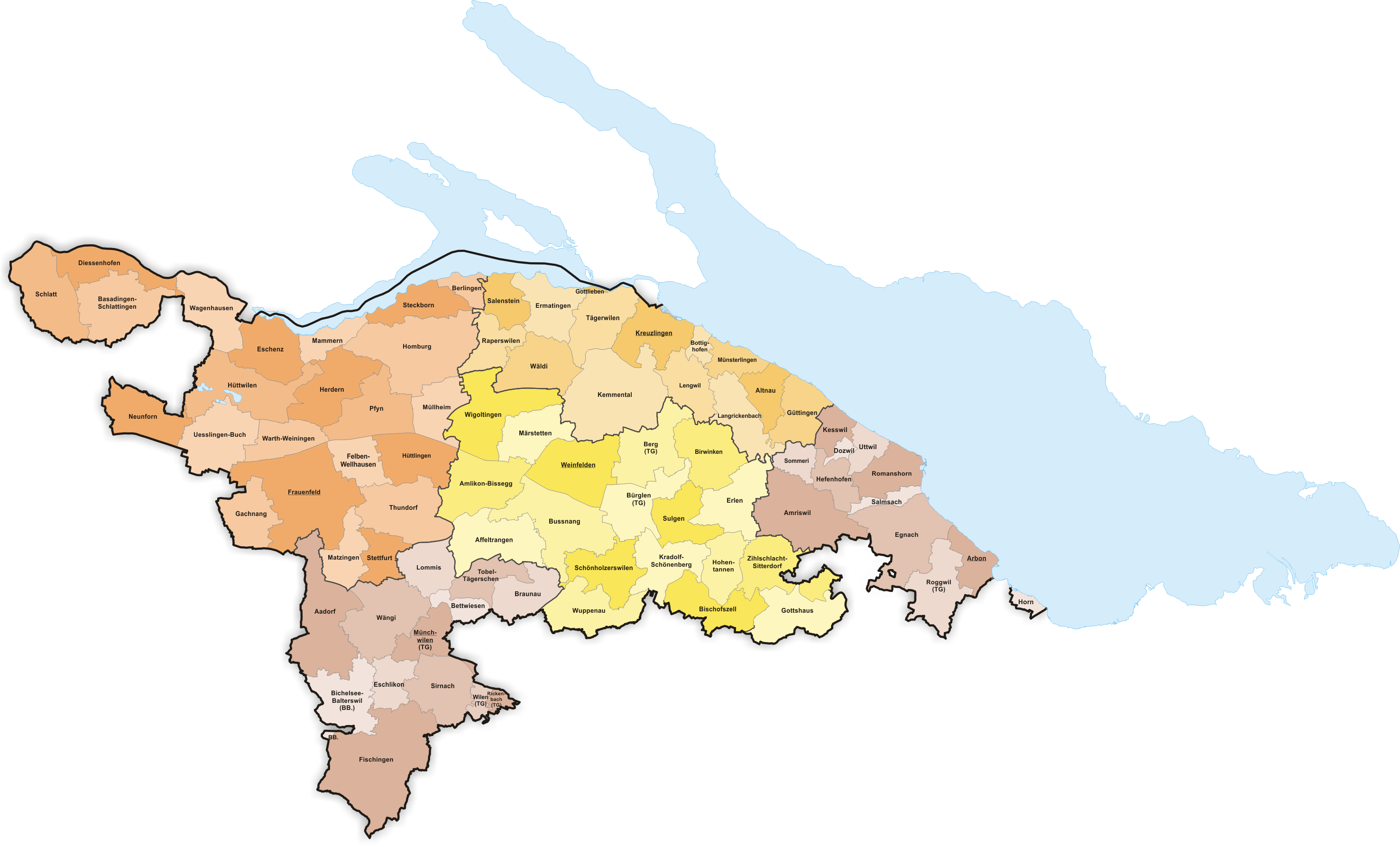
Gemeinden bis 2015